# X68000

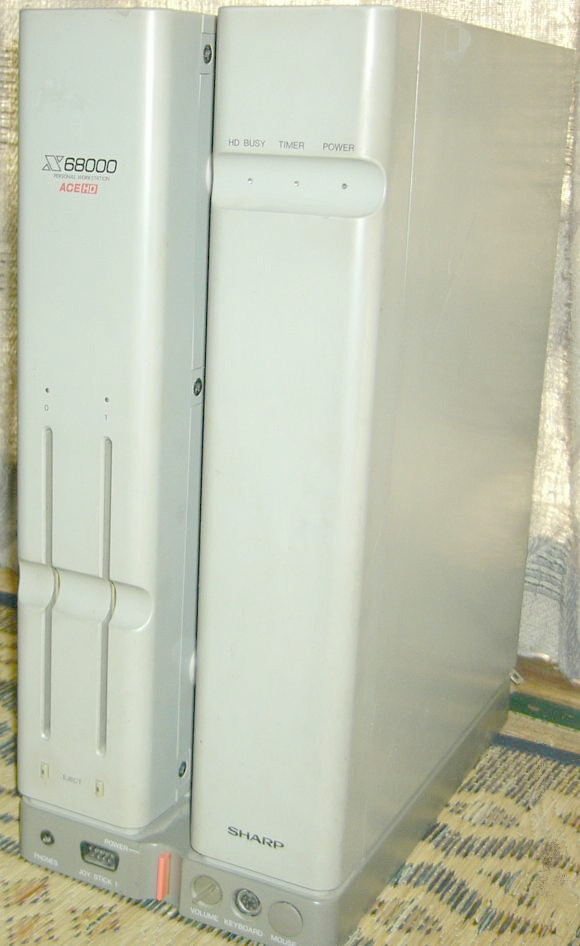
X68000 ACE-HD（1988年）

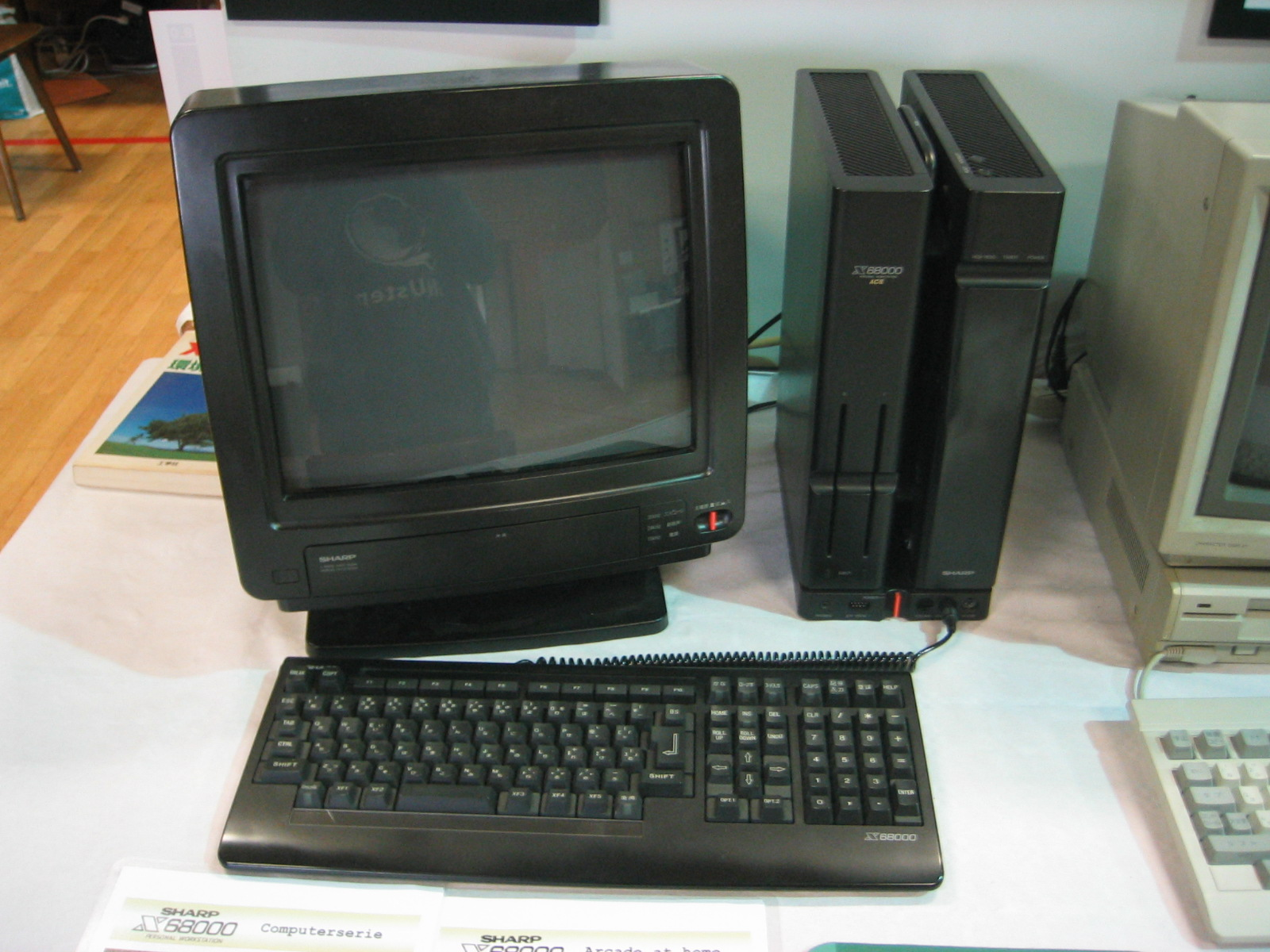
X68000 ACEセット（1988年）

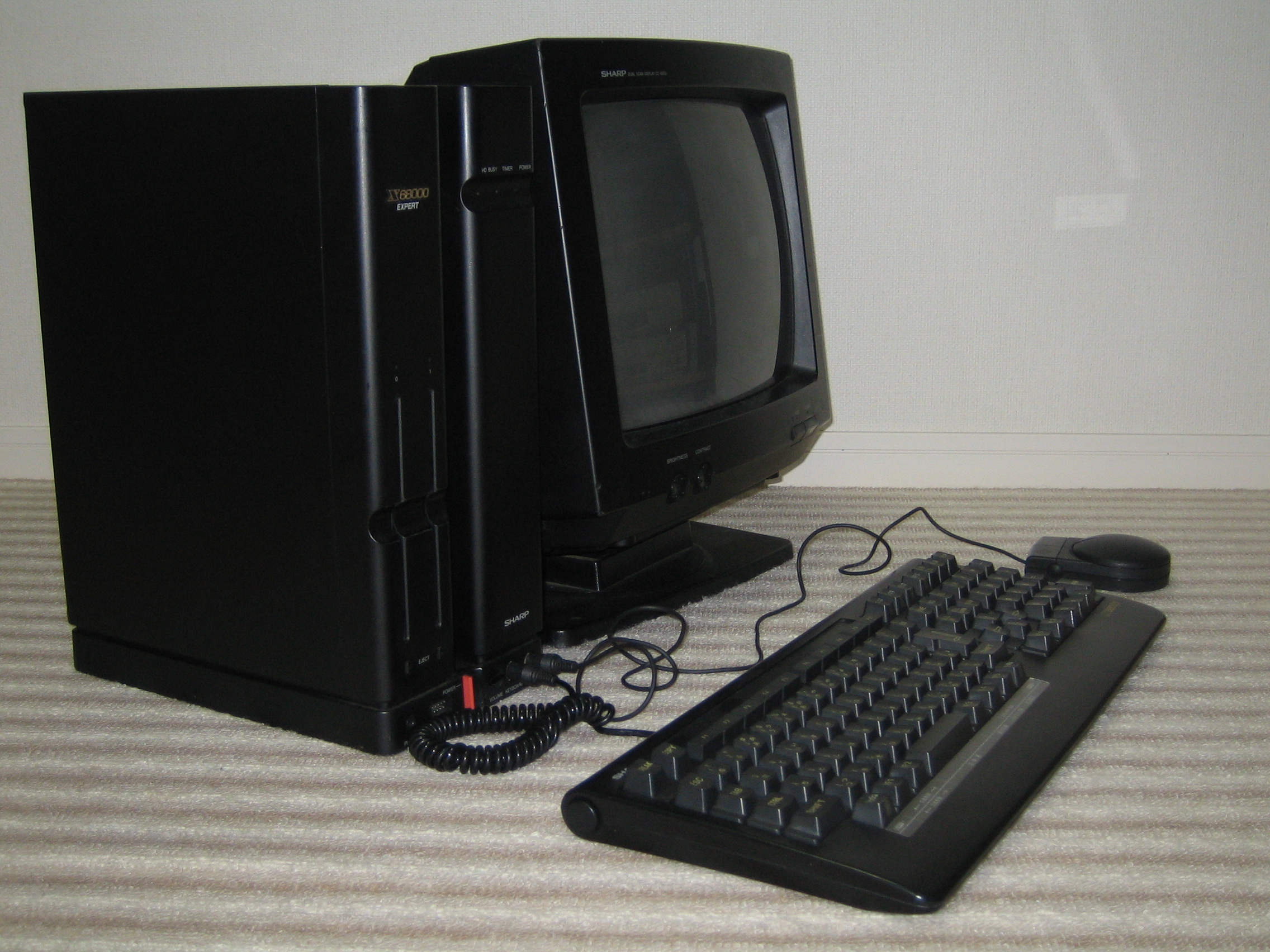
X68000 EXPERT IIセット（1990年）

X68000（エックス ろくまんはっせん）は、1987年（昭和62年）3月28日にシャープが発売したパーソナルコンピュータである。なお以下では、その初代に引き続く、1987年発売のX68000（CZ-600）シリーズとして現在扱われている製品関連の他、1993年（平成5年）発売のX68030（CZ-500/CZ-300）シリーズについても述べる。

## 概要
「パソコンテレビX1」を送り出したシャープのテレビ事業部による後継機である。略称はX68k、ペケロク、ロクハチ、ロッパー、ペケロッパなど。X68030シリーズと併せ、X680x0と表記されることもあった。メーカーのシャープは「パーソナルワークステーション」と称した。
最大6万5536色を表示できる高いグラフィックス性能とシンセサイザーに匹敵する音楽性能から、1980年代後半から1990年代前半にかけて、ホビーパソコンの一角を担った。日本のホビーパソコンCPUにモトローラのMC68000を採用した機種は、他に発売されなかった。販売台数は1991年9月の時点で13万台。
標準のオペレーティングシステム（以下OS）だったCUIのHuman68k、およびGUIのSX-Windowは、後にユーザーコミュニティに対してフリーで公開された。
2015年には、内部構造や回路図などを収録した「サービスマニュアル」が公開された。

## 歴史

### 開発～発表
初代機のX68000は、発売前年の1986年（昭和61年）に発表された。開発は、パソコンテレビ「X1」シリーズを開発した、シャープ栃木のテレビ事業部。ソフトウェア・ハードウェア共に「X1」シリーズとの互換性は一部の周辺機器を除いてないが、実質上の後継機種である。MZシリーズをリリースし、後のMebiusブランドパソコンの元となった産業機器事業部（奈良県大和郡山市）は関わっていない。
初めて発表されたのは、1986年（昭和61年）10月2日 - 7日に開催されたエレクトロニクスショー'86（後のCEATEC JAPAN）。シャープブースの一角に展示され、デジタイズされた女性歌手荻野目洋子の6万5,536色画像と「グラデュース自走」と銘打たれた『グラディウス』の実動画面、そして画面切替によるチェス盤の上をあらかじめレイトレーシングされた玉が跳ねるといったデモンストレーションが行われた。展示画面には「新開発 16ビット パーソナルワークステーション X68000」と書かれた絵文字と南国をイメージした背景が表示されていた。
コンパニオンによるデモンストレーションは、「このパソコン、何と喋るんです」のナレーションに答えてX68000が「早く紹介して下さいよ」とADPCMで発声するもので、その後ハードウェアの特徴と構成が紹介されるというものだった。後述の「マンハッタンシェイプ」はこの時点で名称が確定しており、デモンストレーションでも紹介された。
当時、日本で68000系を採用したパーソナルコンピュータはほとんど前例がなく、業務用のEWSと誤解した人も多かったため、会場ではそれほど大きな注目は集めなかった。MC68000採用の理由は、メモリ空間が16MBと大きいことと、「OSがのっかりやすい」ことだった。当時、日本の電機メーカーの間で68000系MPUを採用する独自のEWSを開発・発売するのが一つの流行になっていた背景もあった。
その後、『Oh!MZ』誌を始め、各パソコン雑誌にて取り上げられた事により認知が高まり、次いでシャープ市ヶ谷のエルムホールにて九十九電機と協賛したお披露目が行われた（全国各地で行われたという説もあるが、詳細は不明）。内容はラヴェルのボレロをFM音源で再生しつつ、デジタイズされた画面を次々と「X1」シリーズ用のHDDユニットより読み込んで表示させるというものだった。また、『グラディウス』のデモについてはビックバイパーだけがカーソルキーの操作に合わせて可動し画面内を飛んでいるというものに変わった。

### 発売
発表から発売まで約5カ月空いたため、発売前から一部の店舗にデモ機が置かれた。この時点で『グラディウス』、アセンブラ、X68000のテーマ等の同梱ソフトウェアは揃っていたが、本当に発売できるのか、あるいは発表された価格を実現できるのかについて懐疑的に見る向きも多かった。実際に発売されたのは、1987年3月下旬である。出荷数は少なく、実際に購入者の元に初期ロットが届けられたのを見て、突発的に注文する顧客もいた。
その結果、シャープはバックオーダーを抱えることとなり、好調な滑り出しとなった。
当初はインテル系プロセッサを始め、様々なプロセッサの搭載が検討されていたとされるが、最終的にはMacintoshと同じMC68000が採用され、日本のメーカーによる最初にして最後の68000系個人向けパソコンとなった。
当時としては大容量を誇るVRAMと強力なグラフィックコントローラ群によって実現された65,536色の多色グラフィックとスプライト機能、FM音源8チャンネル+ADPCM1チャンネル、1MBのメインメモリ（最大12MB）等の周辺回路により、総合的に競合製品を凌駕するホビーマシンとしての性能を備えていた。その象徴となるのが標準添付アプリケーションの一つでもある、当時はゲームコンソールでも多くの要素が省略されて移植されていた『グラディウス』の存在である。
価格は36万9000円で、購入資金を貯めるためアルバイトに励む学生ら若者も多かった。実売価格は40万円程度で発売された。
また、「5年間はハードの基本仕様を変えない」という方針が当初から決められていた。

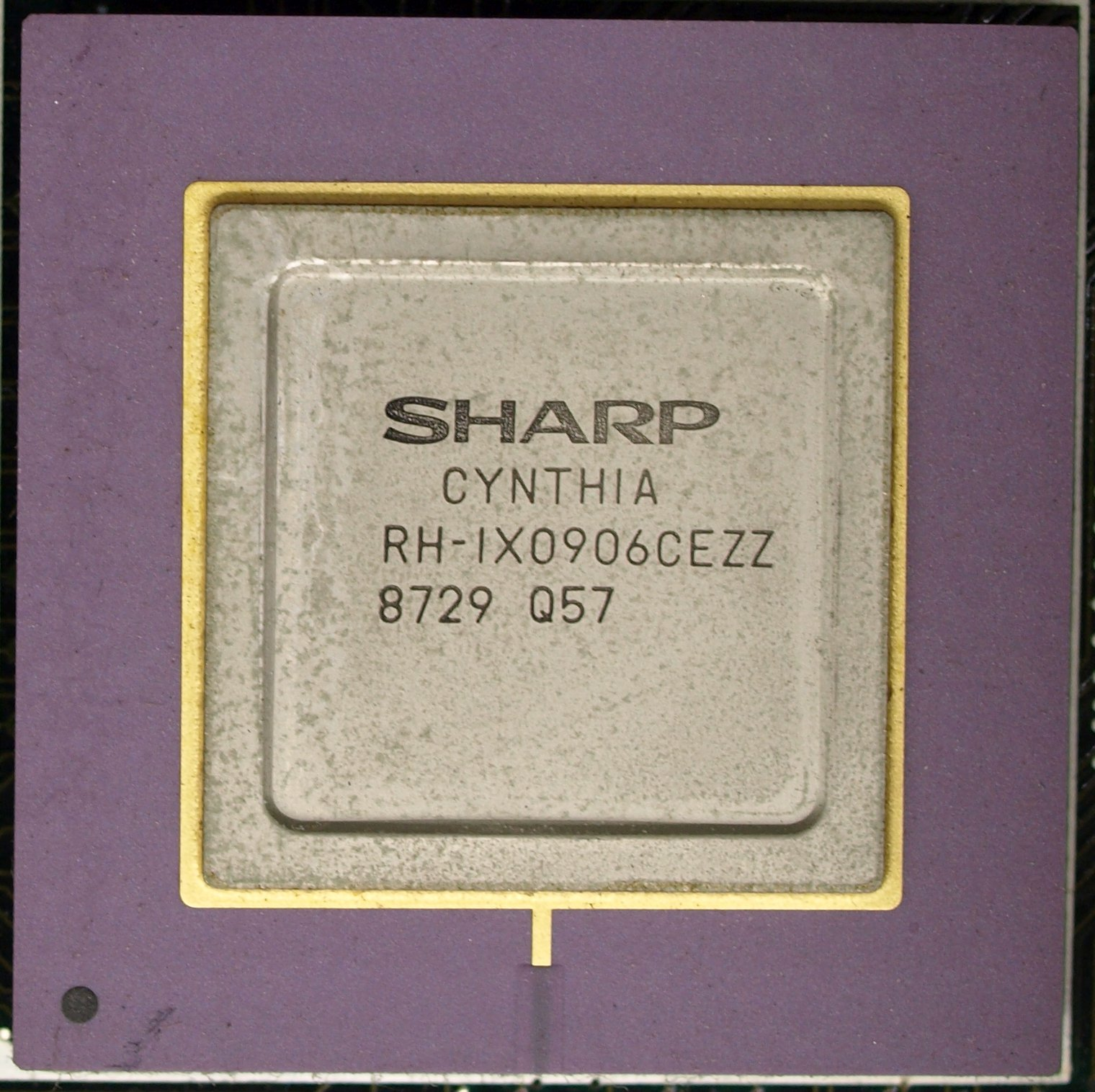
Cynthia CZ-600Cに搭載されたスプライトコントローラ。

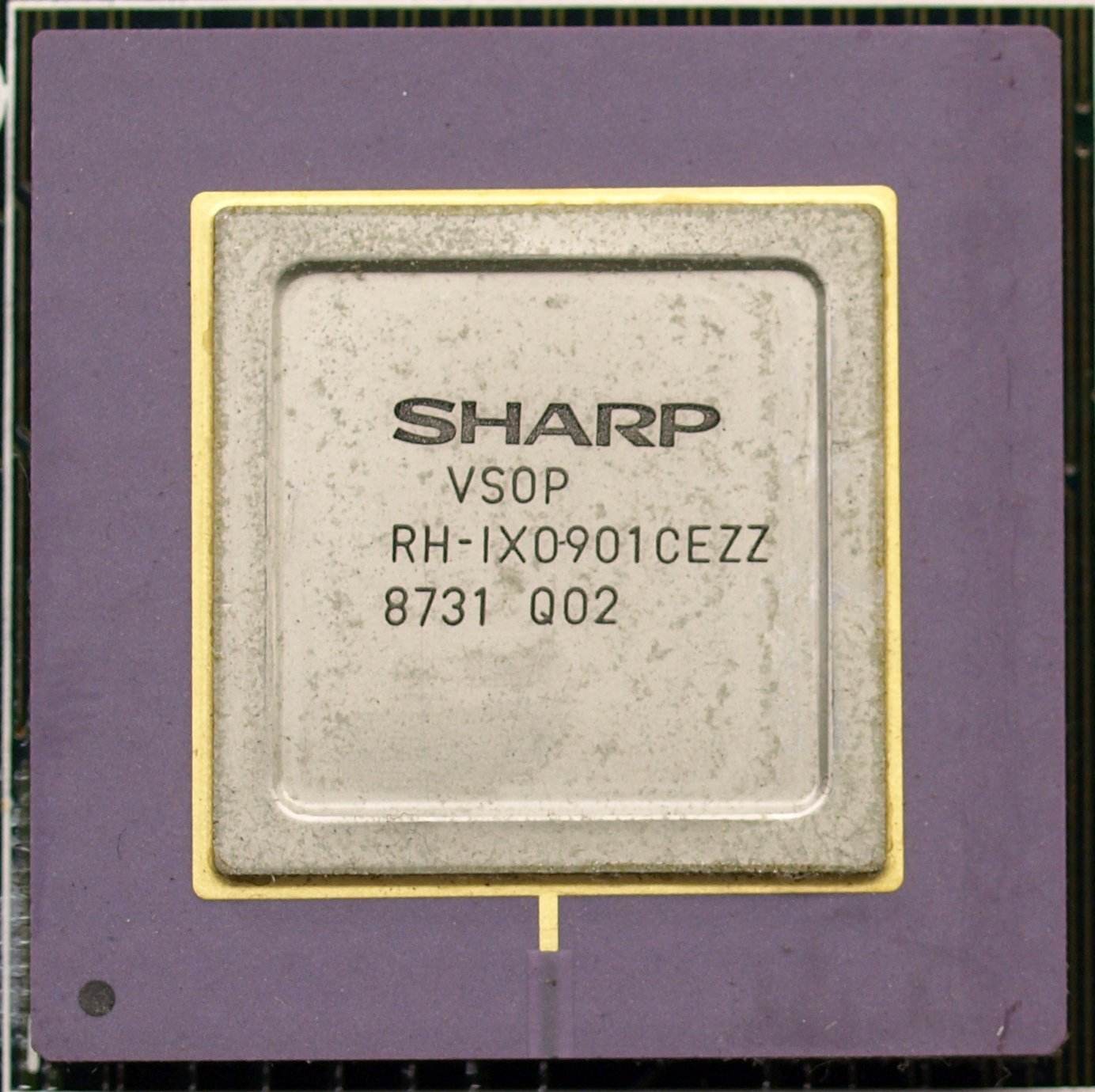
VSOP CZ-600Cに搭載されたビデオコントローラ。

これらの機能を実現するための膨大な回路の実装には積極的にカスタムLSIが採用された。初代機ではそれぞれビーナス1・ビーナス2（CRTコントロール）、VSOP（ビデオコントローラー）、シシリアン（I/Oコントローラー）、ET（メモリーコントローラー）、シンシア・シンシアJr.（スプライトコントロール）のコードネームが付けられていたものが使われた。試作機段階ではこれらの機能を全て標準ロジックICで実装したとされ、その容積は19インチラック1本分に上ったとされている。
こうした設計から、ホビー向けマシンとしてその機能を生かしたソフトウェアやハードウェアなどを自作するマニア層を中心に、当時としては安価なコンピュータグラフィックス（CG）制作機として映像作品を創作する者もいた。同様に、ゲームソフトウェアも多く作成され、アーケードゲームの移植も多数リリースされたことから、コアなゲームユーザーなどにも支持されていた。
このように、ビジュアル的なパフォーマンスでは強烈なインパクトを示した機体だったが、実務面では既にPC-9800シリーズがビジネス向けパソコンの主流として納まっていた背景もあり、オフィス系（実務・応用）アプリケーションソフトへの対応状況などは比例して芳しくなかった。その一方で教育・組み込み向けなどへの営業展開もなされていた。一部のアーケード（業務）用ゲーム機の筐体に組み込まれたり、PROシリーズなどが業務用組込みシステムの開発用途に着目され、Forks社などからX68000での動作を前提にしたOS-9環境で動作するLANボードなどの周辺機器が発売されたこともある。通勤電車の行き先電光板の制御用として使われた実例もあった。教育分野では、ゲームクリエイターを育成するために、専門学校の実習機としても採用されていた。
プログラミング環境の整備に力が入れられており、専用のC言語コンパイラが安価な価格で提供された。標準で付属しているBASICであるX-BASICが、BASICとしては非常に独特の、C言語風味の言語仕様であり、X-BASICからC言語への変換ツールや、プログラミング上問題になりやすい差異について検出する構文検査ツールなどが提供されるなど、BASICからCへのユーザーの移行が考えられていた。また、システムコール及びハードウェア構成、それぞれのハードウェアへの機械語レベルでの直接アクセスの方法とそれぞれのペリフェラルが持つレジスタの意味と動作の全てが公開された。

### X68030の発売
やがて、動作クロック16MHzの高速化機種であるX68000 XVI（エクシヴィ）発売を経て、X68030が発売された。実質的な最終機種である同機が発売された1993年頃には、DOS/VやMS-Windows 3.1などのOSが搭載されたPC/AT互換機やCD-ROMドライブユニットがそれぞれ普及し始めていた。しかし、本シリーズはソフトウェアのメディア供給が依然としてフロッピーディスクのみで、その大半が5.25インチの2HDだった。それを打開するため、SCSIのCD-ROMドライバがサードパーティーやフリーソフトで開発された。ただし、一部のCD-ROMドライブでは正常動作しないなど制約も多かった。X68000シリーズ対応のCD-ROMを媒体としたソフトウェアもわずかながら発売された。またこの頃には、国産機としては初めてMPEG（MPEG-1）による動画再生（MPEGエンコーダボードを拡張スロットに装着し、OSはOS-9/X68030にてVideo CDの視聴）を実現している。
キャッチコピーは「夢を超えた」（初代）、「アートの領域へ」（ACE）、「夢の続きを語ろう」（EXPERT / PRO）、「父のパソコンを越えろ」（XVI）、「夢の、頂きへ」（X68030）など。イメージキャラクターはツタンカーメン（X68000）、火の鳥（X68030）など。
なお、当時のシャープ顧問だった宮永好道によると、シャープが本機を出す際に一番気にしていたのは、「他のやらない事をする」社風のソニーの出方だったという。これは杞憂に終わったが、後にソニーはVAIOシリーズでその持ち味を出して来た、と自著で語っている。

## 外観上の特徴

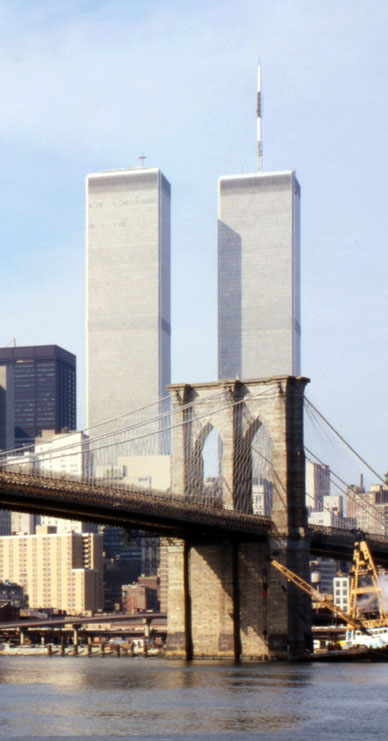
アメリカ ワールドトレードセンターのツインタワー

X68000の筐体は「マンハッタンシェイプ」と称する樹脂製の左右分割ツインタワー型デザインとなっており、片側には主にオートイジェクトが可能な5.25インチ2HD対応のフロッピーディスクドライブ（FDD）2基と電源ユニットを搭載。ACE以降の機種では、更にハードディスクドライブ（HDD）の取り付けスペースが設けられており、HDD搭載モデルではそこに取付金具とともに搭載されている。反対側のタワーにはメインボードと共に拡張I/Oスロットを2基搭載した。2つのタワーの間にはポップアップハンドルを内蔵し、底部が連結されてそこに各種I/Oポートが実装されるサブ基板が搭載されていた。
この特徴的なCZ-600CEのデザインは純正のセットで1987年度のグッドデザイン賞に選ばれている。このデザインは初代から、後継機のACE・EXPERT (II)・SUPERに受け継がれた。高速化されたXVI、X68030では基本的なシルエットはそのままに、縦置きの10MHz機よりも角の強調されたデザインとなっている。
マンハッタンシェイプという名前は、当時アメリカ合衆国ニューヨーク市のマンハッタン島に存在したワールドトレードセンターのツインタワーの景観を連想させる事から名付けられた。なお、このツインタワーは、2001年9月11日のアメリカ同時多発テロ事件において倒壊している。
付属の専用マウスは上部の蓋を外すとトラックボールとしても使用可能。マウス端子は本体に1つ、専用キーボードに2つあった。外観デザインを重視した結果、拡張性や内部アクセス性が犠牲になったことにより、この問題を解消したPROシリーズの併売を始めた。PROシリーズはこれとは異なるPC然とした横置き筐体で、他モデルとデザインの異なる専用キーボード及びX1turboZ付属のものと同じマウスが付属し、拡張I/Oスロットを4基搭載したものとなっている。価格も縦置きのものと比較し安価に抑えられ、拡張性を強化した廉価版としての側面を持っていたが、従来の縦置きシリーズとは回路設計がやや異なる部分があり、SCSIボードの「Mach-2」など、非対応とされたハードウェアも少なからずあった。
XVI並びにX68030でラインナップされたCompactシリーズはオートイジェクトが可能な3.5インチFDDを搭載、プラスチック製で縦置きであるが非ツインタワー型で、専用キーボードはテンキーを省いたもの、マウスはPROと同じものが付属した。
ボディ色はグレーまたはブラック、SUPER以降はチタンブラックのみとなった。「X68000」のバッジは金色、Compactでは白色印刷、「X68030」のバッジは赤。
特徴ある外観の為、2016年公開のアニメーション映画『君の名は。』に描かれていることをシャープ公式ツイッターがツイート。その後、新海誠監督本人も劇中の画像付きで該当シーンをツイートしている。

## 仕様

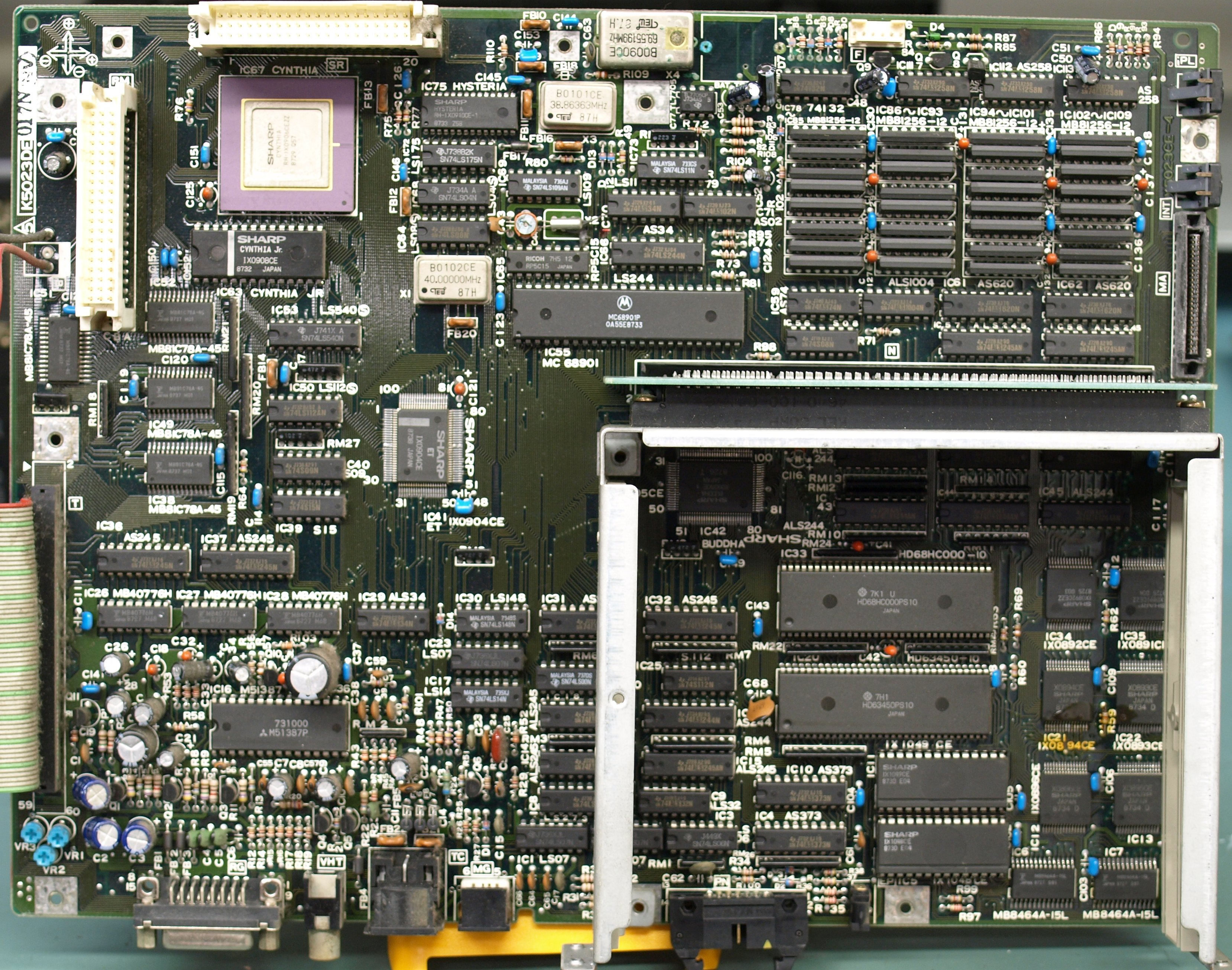
CZ-600Cメインボード

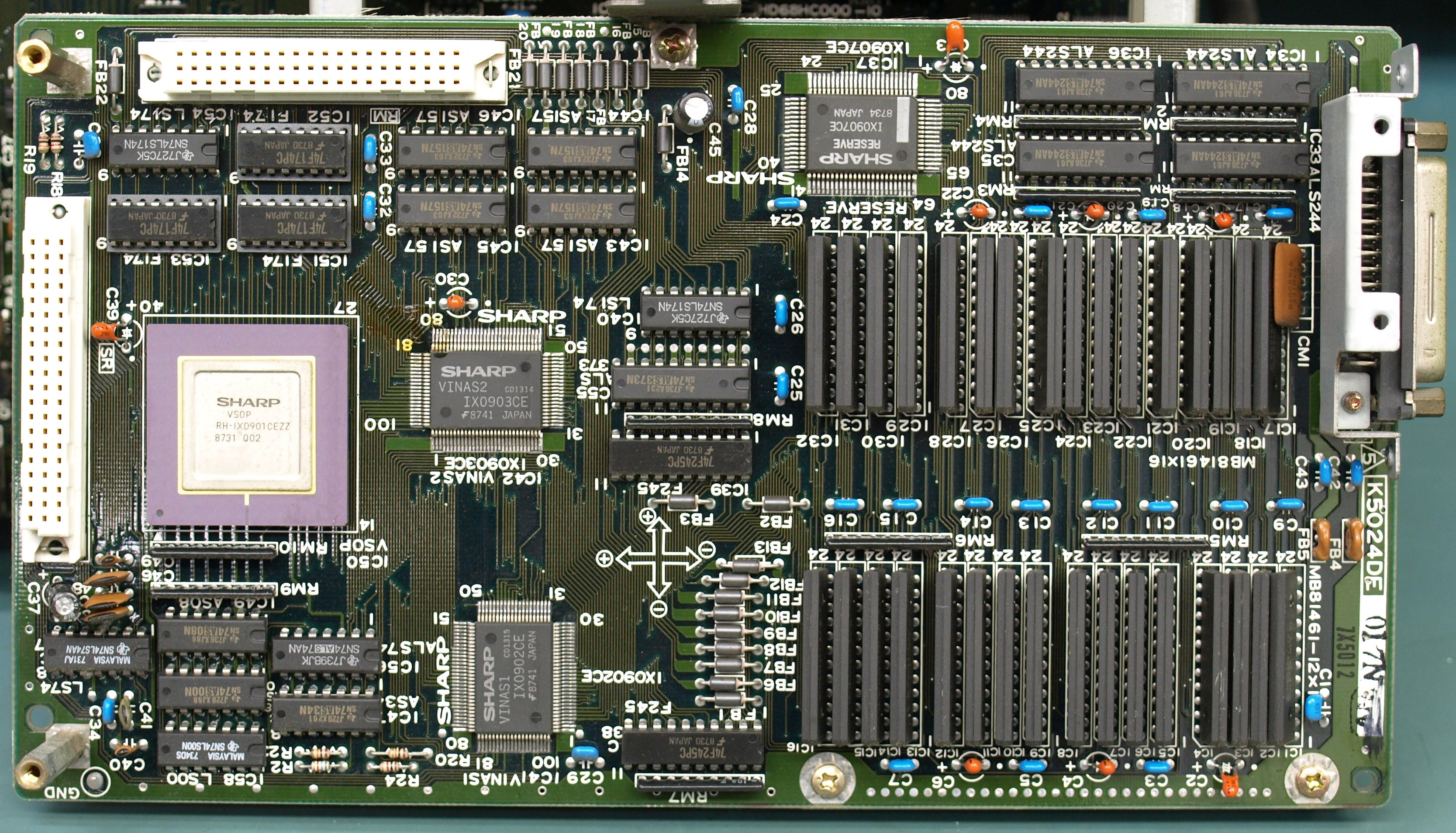
CZ-600Cビデオボード

### CPU
CPUには当時のMacintoshなどと同じモトローラのMC68000を採用した。動作クロック周波数は10MHzで、無印、ACE、EXPERT、SUPERまではセカンドソースの日立製作所製HD68HC000が使用された。当時CMOS版のMC68000を生産していたのは日立だけだった。
搭載されたMC68000は、外部データバスが16ビット幅だったためモトローラは16ビットCPUと位置付けていたが、内部設計は32ビットであり、直交性の高い命令セットを特徴とした、同時代のCPUとしてはアセンブリ言語が扱いやすいアーキテクチャーだった。
X68000にはFPUとしてMC68881が使用可能であり、拡張スロットに装着するものが純正品としてシャープから発売されていた。
毎年高速化されていく他機種を横目に、4年を経てようやく、基本性能はそのままでクロック周波数が高速化されたXVIが登場した。このXVIと次のCompact XVIではモトローラ社製のMC68000が使用され、クロック周波数が16/10MHzの選択式になった。またFPUはメイン基板に専用ソケットが搭載された。
なおXVIの発売をきっかけとして従来の10MHz機やXVI・Compact XVIのクロック周波数を高速化する改造がBBSや雑誌で公開され、ユーザーの間で流行した。
MPUは、Compact以外はソケットに実装されていたため交換が容易で、HD68HC000搭載機ではモトローラ純正MC68000に交換も行われた。さらに、変換基板を自作してのMC68020搭載を試みた者もいた他、製品としても、倍速ボード、MC68EC030アクセラレータなどもリリースされている。

### 主記憶
メモリー空間は、MC68000が利用可能な16MBのうち、主記憶空間として12MBを使用することができた。この主記憶領域はリニアアドレシングが可能であり、また、領域を指定しスーパーバイザー領域とする事で、アプリケーション側からアクセス禁止にすることも可能だった。
標準では、初代・ACE・PRO・PRO IIは1MB、その他は2MBを搭載していた。シャープからは拡張スロットに差すタイプの4MBの拡張メモリーボードが発売されていたが、後に他社から8MB以上のメモリーを装備したものが発売された。X68000のメインメモリーは拡張スロットを介したものを含め、すべてノーウェイトアクセスであるが、動作クロックの上昇したXVI・Compact XVI以降の機種では、10MHz動作の汎用拡張スロット経由でのノーウェイトアクセスは不可能だったため、本体内部に8MBまで増設可能なメモリーソケットも用意された。ただし、この場合12MBまで増設するには8MB以降は拡張スロットによる増設となるため、この4MBをアクセスする場合は多大なウェイトが挿入されることとなり、これによる速度低下を回避するため、この領域をRAMディスクとして使用するなどして、この範囲にコードが置かれることを回避する使用法もあった。
X68000は全機種でメモリーバックアップ機能を持つ16KBのSRAMを内蔵し、メモリースイッチの設定を保存するほか、RAMディスクとしての使用やSRAMからのシステム起動も可能だった。ただし、SRAM領域は通常は書き込み禁止に設定されており、プログラムの暴走など万一の事態でも書き換わる事はまず無いとされたが、PRO系の機種ではSRAM回りの設計に難があり、通常使用でもSRAMに書き込まれているデータが破損することがあった。一方、このSRAM領域を利用して潜伏・感染するコンピュータウイルスも存在した。

### グラフィック
グラフィック画面表示用のVRAM（フレームバッファ）は512KBを搭載している。これを使用して、256×256または512×512×最大16ビット（65,536色）、768×512×最大4ビット（16色）の表示が可能である。また、CRTCのレジスタを直接操作することにより、1,024×768×4ビットの表示や640×400に近い解像度、384×512などでの表示も可能である。
グラフィックVRAMへのアクセスには、領域として全2MB（1,024ドット×1,024ライン×16ビット）が予約されているが、実際に搭載されている512KBのVRAMは、画面モードによらず常に1ワード（16ビット）=1ピクセルとなるように512KB - 2MBのメモリ空間に配置される。すなわち、16色ならば、2MBのメモリ空間の下位4ビットが有効になり、256色表示ならば、1MBの領域の下位8ビット（残り1MBの領域は無効）、65,536色表示であれば先頭の512KBの領域で全16ビットが有効になるという仕組みである。これによりピクセル単位のカラー操作を容易なものとしていた反面、多数のピクセルを書き換える際にアクセス速度の点では不利だったが、のちにデータ転送時のみグラフィックVRAMの構成を切り換えて隙間なしでデータ転送するテクニックが登場した。
また、グラフィック画面だけで独立した面（プレーン）を最大4プレーン（512x512ドット 16色時）持つことができた。16色モード時には1,024×1,024ドット1プレーンまたは512×512ドット4プレーン、256色モード時には512×512ドット2プレーン、65,536色モード時には512×512ドット1プレーンという構成で、複数のプレーンを重ねあわせて表示することができる他、半透明機能があった。また、それぞれ独立に上下左右がつながった球面スクロールが可能となっている。
同時代のパーソナルコンピュータとして標準的な環境での解像度は640×400ドット16色であり、この表示に必要なVRAMは128KB弱であることからも、X68000の圧倒的な画像処理能力がうかがえる。X68000の65,536色は下表の形式の16ビットによって構成されており、RGB各5ビットによる32768色と輝度ビット（半段階の明るさ調整）によって実現されている。
| 桁 | 15 | 14 | 13 | 12 | 11 | 10 | 9  | 8  | 7  | 6  | 5  | 4  | 3  | 2  | 1  | 0 |
| 色 | G4 | G3 | G2 | G1 | G0 | R4 | R3 | R2 | R1 | R0 | B4 | B3 | B2 | B1 | B0 | I |

（G:緑、R:赤、B:青、I:高輝度）
グラフィック画面は、上記の他、高速クリアなどの画面制御機能はあったものの、基本的にはMPUの直接制御によって図形描画が行われた。同時代の主な16ビット以上のパーソナルコンピュータで、グラフィックディスプレイコントローラーを採用しラインや多角形、塗り潰しなどの簡易的な描画機能が搭載されていた点とは対照的である。これは当時、安価なグラフィックディスプレイコントローラーのハードウェア描画機能がまだ貧弱であり、速度的にも充分なものでなく、かつ実装及びプログラミング上の制約が大きかったためと推測される。後にPC-9800シリーズでもこの問題から、グラフィックチャージャーと称してX68000同様のピクセル演算機能を実現して、性能の向上を図っている。

### テキスト表示
いわゆるキャラクタ単位のテキスト画面は用意されず、グラフィック面とは別に512KBのビットマップVRAMが用意されていた。
X68000のテキスト面はプレーンドピクセル方式のビットマッププレーンであり、同時代の標準的なパーソナルコンピュータのグラフィック画面に相当する情報量と表現力を持っていた。ビットマップによるテキスト表示は、その表現力と引き換えに、キャラクタ型VRAMと比較すると負荷が重い（遅い）ものであるが、X68000のテキストVRAMには同時プレーンアクセス機能やラスタコピー機能、ビットマスク機能などの画面制御機能が用意されており、CPUの処理を大幅に軽減することが可能となっていたため、十分な速度を得ることができた。
テキストVRAMは4プレーン存在するが、通常、そのうち2プレーンはマウスカーソルとソフトウェアキーボード、電卓の表示に使用されるため、テキスト表示は2プレーンで行われることが多い。
テキスト表示用にフォントパターンをROMに搭載している。このCGROMに搭載されている文字種は、16×16ドットのJIS第1/2水準漢字に加え、24×24ドット、12×12ドットのJIS第1/2水準漢字（非漢字752文字、第1水準漢字3,008文字、第2水準漢字3,478文字）である。このほか、ビットマッププレーンを生かし、ユーザー定義のフォントを使用することも可能だった。
通常の16ドットフォントを使用した際のテキスト表示は半角で96文字×32行であるが、VRAM自体は1,024×1,024ドットの広さを持っており、これを利用してSX-Window Ver.3.xでは起動時オプションの指定で最大1,024×848（インターレース）での表示が（隠し機能的に）可能なほか、CRTCのレジスタ操作と入力周波数の物理的な変更により、1,024×1,024ドットのフルスクリーン表示なども実現されている。なお、インターレース表示での高解像度画面は、長残光CRTを使用しないかぎり、ちらつきが著しく実用に耐えない。そのため、X68000 Compact XVIやX68030ではSX-Windowの640×480表示用に追加搭載された50MHzのクロックオシレータをより高周波数のもの、具体的には80MHzや100MHzのものに交換し、高解像度対応のCRTと組み合わせてSX-Windowの高解像度表示を実用的なものとすることが『Oh!X』誌で紹介され、一部でこの改造が流行した。
このテキスト面は前述の画面制御機能が使用できるほか、1ワードで最大16ドット、ロングワードで32ドットの書き換えが可能となるため、用途によってはテキスト画面をグラフィック画面代わりに使用し、他機種からのゲーム等の移植にも使われた。ビジュアルシェルやSX-WindowもテキストVRAMで実現されている。

### スプライト表示・その他の表示機能
その他には、16ドット×16ラインで65,536色中16色、同時表示枚数128枚の「スプライト機能」と「BG面」を持っている。これは、特にアクションゲームやシューティングゲームの作成に非常に有効だった。スプライトとBGのパターンデータは共用であり、VRAMとは独立した16KBの高速SRAMを使用していた。
スプライト以外の、これらの全ての画面を合わせると、最大で7枚（グラフィック4枚+テキスト1枚+BG2枚）もの独立スクロール機能付きの画面をハードウェアで合成表示することが可能だった。
他には、パソコンとしては珍しく「走査線（ラスタ）割り込み」を可能としていた。なお、ライバルと目されたFM TOWNSは、HSYNC（水平同期信号）を検出することは可能だったが、それを割り込みトリガには出来なかったため、一般にラスター割り込みを使うエフェクトは、他の手段で再現していた。
また、専用端子へ接続するカラーイメージユニットを使用することにより、当時としては先進的な、ビデオ信号のキャプチャが可能だった。
X1のパソコンテレビの機能も受け継いでおり、テレビチューナー付の純正の専用モニタでは、チャンネル操作やスーパーインポーズなどのテレビコントロールも可能だった。

### サウンド
サウンド機能として、4オペレータ、ステレオ最大8音同時発声できるFM音源 (YM2151)とモノラル4bitで3.9、5.2、7.8、10.4、15.6kHzの周波数でサンプリングできるADPCM（沖電気製MSM6258）を標準で搭載した。YM2151の定格入力周波数は3.58MHzであるが、本機ではX1に合わせ4MHzが入力されており、CZ-8FB03(New Z-BASIC)のMMLでは容量を除きX-BASICのMMLと互換性があった。チップの定格と異なる為、アーケードゲームの移植の際、音程がずれたまま発売されている物もある。デモンストレーションでは「喋る」という形で音声の利用を前提とした留守番電話用のチップであるMSM6258はチップの出力はモノラルであったが、YM2151と合わせ、左、中央、右に出力を定位させることができた。
ADPCM（適応的差分パルス符号変調）は、サンプリング周波数こそ変えられ、前述のように定位する場所は指定できたものの、出力音量は固定であり、音程と呼べるほどの音程の指定もできず、音質も楽音を前提としたチップと比較して高いとは言えなかった。ゲームソフトなどでは効果音などとしても使われることから始まり、シンセサイザ然としたFM音源を補う形で同期再生し、パーカッションなどとしての利用や、更にアタックを左右に振り、リリース部分を中央で再生することで5方向に定位して聞こえるような実装の工夫が行われた。また、ソフトウェア的な合成により発声数を増やす試みや、更にソフトウェア合成時に音程、音量を調整できるMPCM.Xや、同様の機能を追加したPCM8A.Xなど、個々にデータが必要だった音量、音程指定という弱点についても本体の高速化などもあり、ある程度の実用性をもって補われた。前述のとおり、MSM6258の出力はモノラルであるため、発声数を合成によって確保した場合には三か所のどこかに全ての出力が定位する形となる。また、ADPCM部のステレオ再生への試みとしては、左右への音声出力を高速にに切り替える手法、片方をADPCM、片方をOPMによる再現によって実現する手法などが発表されている。
リニアPCMを扱うことはできないが、ハードウェアとして扱えるようにしたボードや、FM音源に対し矩形波の近似波形を音色として設定しチップの応答速度限界付近の出力を制御し、DACとして利用することで、PCMとして利用するソフトウェア等も存在している。
同時期のPCの標準音源としてはリッチな部類であり、アーケードゲームで採用例の多かったYM2151とADPCMの構成はゲームソフトウェアでの高い再現性を実現すると共に、後述の音源ドライバの存在などによってユーザーも多くのデータを作成するに至った。またX1と異なり他の実装に近い（オクターブ指定など読み替えれば済む程度の）X-BASICのMMLは雑誌への音楽プログラムの投稿や掲載にも繋がっている。
それ以外にも外部音源モジュールを制御するMIDIボードなども純正ハードウェアとして発売されており、ゲームソフトでは外部モジュールを使用したリッチなBGMを実現したものや、本体側の音源と同期演奏するようなものもあった。後述のようにそれらを活用するツールやドライバの類も充実することとなった。

### その他の機能
他には本体の電源を制御する機能がついており、ソフト上から時間を指定して電源をON/OFFすることが出来た。このため、現在のPC/AT互換機でのATX/BTX筐体のように、前面の電源スイッチとは別に背面に主電源スイッチがあった（Compact / PRO / PRO IIを除く）。さらに正面電源スイッチのほかに背面にリモート電源端子があり、マグネットコイルリレーなどの外部スイッチより起動することも可能だった。また、4チャンネルのDMAも搭載していた。

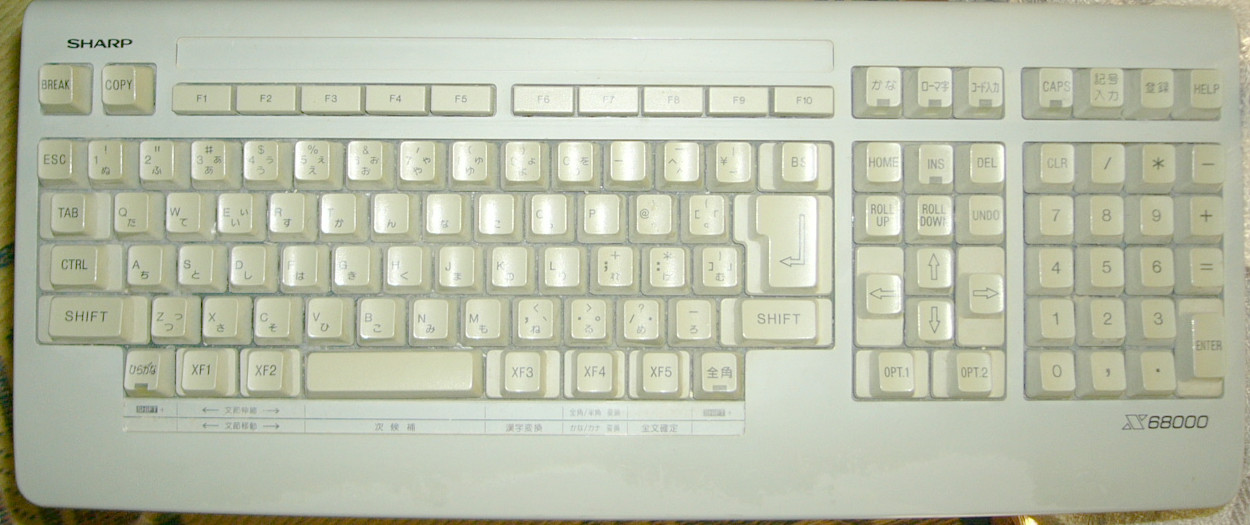
CZ-600Cキーボード

キーボードは80C51を内蔵したシリアル制御で、キーボードの特定のキーに内蔵されたLEDをソフトウェア的に制御することも可能だった。

### 拡張性他
本体の背面には10MHz動作の汎用拡張スロットが用意され、各種拡張カードや増設メモリカードなどの搭載が可能だった。
ジョイスティックポートは同時代に標準的となっていたD-sub9ピンのATARI規格準拠のものであり、電源ピンを持つ、MSXなどと同じピンアサインに変更された。このジョイスティックポートは縦型の機種では本体前面と背面に1ポートずつ、PRO系では前面に2ポート設置されていた。プリンターはセントロニクス仕様準拠のパラレルポートで、同時代の一般的なPC-9800シリーズのプリンターポートがそうだったように、入力はBusy信号のみの、事実上出力のみに特化した仕様のものが実装されていた。コネクタはX1同様のMIL-C-83503に準拠した俗に言うMILタイプ圧接コネクタだった。さらに、RS-232C上位規格のRS-232Eに準拠したシリアルポート、FDDの増設端子などのコネクタも標準搭載した。
また初代機からSASI相当のハードディスクドライブ（HDD）増設端子を備えており、純正のX1turbo用増設ドライブの他、PC-9801用のSASIハードディスクを流用できた他、後に有志が公開したドライバによってSCSIとして使用することもできた。
HDD増設端子はX68000 SUPERからはSCSI端子に変更された。ACE以降は本体内にHDDを内蔵するスペースがあり、マウンタ等は設置されていないものの、保守部品として別途入手し工作することで内蔵することが可能であった。また、拡張SCSIインターフェイスは内蔵インターフェイスとハードウェア的には別の実装になっていることから、ドライバなどを除けば直接ハードウェアを制御するソフトウェアは少なく、純正ボードと全く異なるハードウェアであるMach-2/Mach2pなども、ROM上のソフトウェアがその差異を吸収している。便宜上、拡張ボード、内蔵デバイスと検索されるため、拡張ボードを使用した場合は内蔵デバイスが無効になる。これらをソフトウェア側で別IDを与え、併用するTwoSCSIというソフトウェアも開発された。
SCSI機器はSCSI端子を持つX68000に接続して利用できるはずだが、ある一時期に発売されたSCSI機器はX68000に接続しても認識できない問題が少なくなかった。この問題には、終端抵抗の有無（SCSI機器末端の終端抵抗を取り外すことで動作する機器も存在した）といった電気的特性の他、NECが発売していたPC-9801-55ボードや同時期のPC-9800シリーズ本体内蔵SCSIには1台目SCSI機器のベンダID先頭3文字がNECでないと起動しない制限、俗に言う「NECチェックの巻き添え」に起因するものがあり、パソコン通信を中心にSCSI機器動作確認情報の交換が行われていた。
初代機からX68000 XVI（PROを除く）までは立体視端子（STEREOSCOPIC端子）も装備されていたが、対応ソフトは電波新聞社から発売されたセガの『ファンタジーゾーン』のみで、利用するための専用ハードウェアが発売されることはなく、満開製作所がファミリーコンピュータ用「3D SYSTEM」をX68000の立体視端子に接続するためのアダプタセット（立体視端子を持たないPROやCompact、X68030にも対応）を発売するだけにとどまった。なお『ファンタジーゾーン』が発売された時には満開製作所のアダプタは発売されておらず、電波新聞社発行のマイコンBASICマガジン等でアダプターの自作が紹介された。
また、拡張カードを自作・試作するためのユニバーサルカードが、サンハヤト等から発売されていた。またX68000の拡張カードの仕様はPC-9801用の拡張カードの大きさと概ね寸法が近似していたため、X68000用のユニバーサルカードが入手が難しい場合には、PC-9800シリーズ用の物を電源及びグランドのパターンにパターンカットを施し、部品面 / 配線面を裏返しに用いることにより流用できた。

### 標準ソフトウェア
本体内蔵のROM（容量512KB）には、CP/MのBDOSやMS-DOSのIO.SYS、MacintoshのToolBoxなどに相当する基本入出力システムIOCS (Input Output Control System) を搭載、これを活用する標準添付のオペレーティングシステム（OS）としては、ハドソンとSHARPがMS-DOSを参考に開発したCUIベースのHuman68kが標準添付されていた。このHuman68kは、単にユーザインタフェースのルック&フィールがMS-DOSに酷似しているだけではなく、システムコールのファンクションもMS-DOSとほぼ同等だった。
MC68000MPU特有の特権モード（スーパーバイザモード）を生かし、一部システム領域を、アプリケーションからのアクセスから保護する機能も有していたため、アプリケーションエラーを検出し、実行を停止させることもできたが、OSとして特権モードとユーザーモードの分離が十分でなく、その後システムに復帰できるかどうかは運頼みの側面もあった。
Human68k上で動作する独自のGUIを取り入れた簡易的なウインドウシステムであるビジュアルシェルが付属していたが、後により洗練されたウインドウシステムであるSX-Windowによって置き換えられ標準添付となった。
言語としては、BASICを独自にC言語ライクな構文表記に拡張したX-BASICなども付属していた。X-BASICで作られたプログラムはC言語に変換してコンパイルすることも可能である。
日本語入力ソフトとしてはASK68kというFEPが添付されていた。同時代の水準と比較してその変換精度にはやや難があったが、細部に目を移せば、ローマ字かな変換モードで「X」1文字で「ん」を入力できるといった操作体系や、あらかじめ日本語処理を意識して設計されたキーボード上の専用キーとの親和性は高かった。
X68000初代から日本語ワープロソフトwp.xが標準で添付されていた。機能的にシンプルでやや安定性に欠けていたものの、文書を書いて印刷するための最低限の機能は備えており、動作も軽いほか、メモリが許す限りファイルを同時に扱ったり、子プロセスを立ち上げられたりなどもできた。
SX-Windowでは、Ver.3.0以降wp.xに代わり、シャーペン.xというエディタが付属した。シャーペン.xは基本的にテキストエディタだが、各種フォント（書体倶楽部などのツァイト（Zeit）社製ベクトル/アウトラインフォントおよび書家万流など一部のシャープ製SX-Window用アプリケーショ同梱のアウトラインフォント）に対応するなどSX-Window Ver.3.0で拡張された機能をフルに生かすソフトとなっていた。また、多彩な表現力を備えるだけではなく、Human68kのCOMMAND.Xに相当するコマンドシェルを「コンソール」モードとして実装するなど、自在なカスタマイズの可能なものとなっていた。このシャーペン.xはSX-Window環境で標準添付あるいは市販されたものとしてはほぼ唯一のエディタ（後にフリーウェアとしてMuleなどが移植された）であり、他に選択肢が無かったこともあり、SX-Window上ではあらゆる用途で使用できるものとなっていた。

## X68030
1993年3月に発売されたX68030（エックス ろくはちまるさんまる）シリーズ（型名はCZ-500 / CZ-300シリーズ）は25MHzのMC68EC030を搭載したX68000の後継機種。名実ともに32ビットパソコンとなった。5インチFDDを装備するX68030 (CZ-500) と、3.5インチFDDを装備するX68030 Compact (CZ-300) の2機種が発売された。
X68000発売当初は、次のMC68020以上のMPUを積む32ビットパソコン化の際は、大幅なアーキテクチャの拡大と改良が予定された。そのために移植性に優れたCコンパイラが安価に提供され、うまく行けば、ユーザーは既存のプログラムを再コンパイルするだけで32ビットパソコンへとスマートに移行できるはずだった。アセンブラレベルであっても、互換性に優れた上位プロセッサの恩恵を受け、趣味としての充分な時間と労力の中で問題にならない程度の一部の書き換えで事は済むはずだった。しかし、MC68EC030の採用に留まり、かつ後述されるわずかな改良に留まった。旧X68000シリーズとのソフトウェア互換性も低く、実質はX68000のソフトウェアも動作可能である 68EC030パソコンであった。
主記憶は標準で4MBとなり、内蔵の専用メモリーソケットに12MBまで搭載可能だった。MC68030 / MC68EC030は4GBのメモリー空間を持つが、X68030ではX68000のアーキテクチャを引き継ぎ互換性の維持を優先した結果、このメモリー空間の12 - 16MBの領域にメモリーマップドI/OやVRAMが配置され分断された。このことにより、セグメントによる制限のないリニアアドレッシングが売りの68系コンピュータでありながら、インテルの86系16ビットコンピュータの「640KB / 768KBの壁」などと同様の状態を生み出すこととなった。
なお、X68030シリーズでは通常のDRAMではなく、より高速にアクセス可能な日立製作所製スタティックカラムモードDRAMが採用された。これによってシステムタイミング上ではページ間をまたぐアクセス（1ウェイト挿入）以外については0ウェイトでのメモリーアクセスが可能であった。市販PCでこのメモリーを標準搭載したのは本シリーズが事実上唯一であった。FPUソケットも用意され、PLCC版のMC68881や、より高速なMC68882を追加できるようになっていた。MPU周辺回路の特徴を挙げると、内部標準搭載メモリーの動作クロック向上かつ 32ビットバスへの接続の結果、従来よりも高速なアクセスが可能となった。一部の周辺 I/Oなどが従来より高速動作可能となった点で性能改善が見られた。また、DMAコントローラーに従来よりも高速なものが使用されていた。
その他の、特にこのパソコンのセールスポイントとなるべきグラフィックス回路は、X68000のものを踏襲したままとなった。よって旧来の 16ビットバスで接続され、アクセス時にオーバーヘッドが発生しやすく、高速化された MPUに追従し切れていないアンバランスな設計となっていた。
内蔵ハードディスクはどちらのモデルにもSCSIの2.5インチタイプのものを使用するようになっていた。
XVIのような動作クロックの切り替えスイッチはなく、起動時にキーボードのXF3～ XF5キーを押したままとすることでMPUの動作速度を旧機種と相当する速度から最高速度までの3段階（XF-3＝10 MHz、XF-4＝16 MHz、XF-5＝25 MHz）に変更できるようになっていた。
バンドルされるDOSのHuman68kは先述のデバイスタイプ定義に伴う内部的な仕様の変更や、ネットワーク対応などを前提としたファイルシステムの拡張が施されたバージョン3.0となった。さらに、SX-Windowもバージョン3.0となり、ベクトルフォント対応などの機能強化と内部処理の高速化、それにテキストエディタ「シャーペン.x」の添付などにより実用性の向上が計られた。なお、X68030では従来のX68000用ソフトとの互換性維持のため、Fライン例外処理を行っている部分をAライン例外処理へ変更するなどの修正を実施した、Human68kバージョン2.15がROMに内蔵されており、上述のXFnキーとの組み合わせでフロッピーディスクから起動される、市販された全ての旧バージョンのHuman68kを自動判別して、ロード時に68030対応のHuman.sysと動的に差し替えると同時にCPUキャッシュの機能を停止するいう互換性向上機能が実装されている。
MC68EC030はソケットによって実装されており、ユーザがより高速な33MHz版のMPUに差し替えたり、MMUを内蔵するMC68030に換装することが可能となっており、交換された場合、起動時にMMUの存在が認識、表示されるようになっている。後に、MC68040や、MC68060を搭載するためのアクセラレータが他社から発売された。クロック変更のためのパターンが基板上に記されている、起動時の POST表示にてで定格よりも高速な動作クロック周波数や標準では搭載されていないMMUの有無が自動判別されて表示される機能も組み込まれ入れていた。専門誌である『Oh!X』では発売と同時により高速な速度で駆動させるための改造記事が公開されていた。
FPUが通常のPGA版ではなくPLCC版とされたのは、当時このタイプのMC68882がMacintosh LCシリーズなどでサポートされており、店頭での入手が容易だったことに配慮されたためだったという。もっとも、このFPUは標準OSであるHuman68k上ではソフトウェアによる浮動小数点演算ドライバであるfloat2.xと共通のAPIでアクセスするfloat4.x経由でのアクセスとなったためオーバーヘッドがあった。
後に、16MB以上の空間にSIMMメモリを増設するボードが他社から発売され、これとMC68030のMMUを活用しハイメモリ空間にメインメモリを配置することも可能となった。なお、Human68kバージョン3.0でのプログラミングでは16MB以上のメモリー空間は、予約済み領域とされアドレスの上位1バイトはゼロで埋めることが要求されている。これは、将来16MBを超えるメモリー空間を利用する際に互換性を確保するためであった。
FPUのオーバーヘッドの問題も FPUを直接使用するようにプログラムされたプログラムが発表されるようになって、その問題は解決されていった。
5インチモデルの筐体のマウンタの取り付け位置はXVIなどと共通になっているため、XVI用のマウンタを保守パーツで購入するか、X68030用のものは穴を開けることで3.5インチのHDDも固定することが可能である。ただし、電源や、信号ケーブルのピッチなどが異なるため、別途変換するなどして配線する必要がある。
SCSIインターフェイスは電気的にはSCSI 1規格準拠のままだったが、CCS (Common Command Set) の制定によりソフトウェアレベルでの互換性確保が可能となり、またデバイスタイプが明確に定義されたことから、従来はデバイスタイプをドライブの側でHDD互換としなければブートできなかった、光磁気ディスクドライブなどのリムーバブルメディアからのOSブートがサポートされた。
従来機との互換性については前述の互換機能をもってしても起動すらままならなかったり、動作中に異常終了するなど正常に動作しなかったりして、パッチ適用など大幅な修正が必要なソフトが多く、この機種を購入するユーザーはたいていは旧機種である X68000を所有していたことから、わざわざ互換性の乏しいこの機種で X68000用のソフトウェアを実行させるよりも、本来のX68000で実行する、というケースがほとんどだった。
また、このパソコンのMPUをMC68030に差し替えることでMC68030が内蔵するMMUにより本格的な仮想記憶に対応したNetBSD等のUNIX互換OSも有志の手で移植された。
このようにある程度の盛り上がりを見せたが、当時既に68000系プロセッサの優位性は、MIPSアーキテクチャなど高性能なRISCの台頭で失われており、さらに80386から始まったインテル製の32ビットプロセッサファミリーとの競合でも不利になり始めていた。実際に、かつて68000系MPUを採用したEWS等では80386や80486との差別化をより決定的にできるRISCプロセッサへの移行が進んでおり、AppleのMacintoshなど68000系のMPUを採用する機種では、前月にMMU内蔵のMC68030 25MHzと4MBのRAM・HDDを搭載したMacintosh LC IIIがより安く発売されたり、本体基本価格をかなり高く設定できる業務用の上位機種には、より高速なMC68040が搭載されていた。つまり個人がホビー用途として購入できる価格帯に、メーカー標準出荷状態で68000系MPUの最新のものを搭載することはコストの問題から事実上不可能だった。最終的にはきわめて特殊なパソコンとなり、価格も高価であったことから販売が振るわず、X68000シリーズは終焉を迎えることとなった。

## オペレーティングシステム
1988年、マルチタスクリアルタイムオペレーティングシステム（OS）としてMicroware社のOS-9/X68000が発売された。OS-9/68Kの単一機種売り上げでは世界記録を樹立するが、当時poor man's UNIX（プアマンズ・ユニックス、貧者のUNIX）とまで言われた、個人所有可能なUnix系環境としては当時ほぼ唯一と言ってよかったOS-9自体や、OS-9上で主流を占めるUnix系由来のツール環境に馴染むユーザーの絶対数が少なく、X68000ユーザーの間で広く普及することはなかった。その後、Ver.2.4が発売された。そして、X68030の登場とともに1993年にはMicroware社よりOS-9/X68030及びX11R5 for OS-9/X68030が発売された。Microware社から発売された OS-9/X680X0用X Window は X680X0シリーズ向け、動作環境としてメモリ8MB以上、ハードディスク80MB以上で、価格3万円。
1989年にはニューウェイブからCP/M-68Kが発売されている。
また商用ソフトウェアのOSの他にも、X68030、またはアクセラレータ基板併用によりMPUをMC68030やMC68040などに換装したX68000では、MINIXなども移植された。さらにX68030ではユーザーモードでもX Window Systemが使用できるよう、VRAMなどへのアクセスを可能とするためにMPUソケットの一部のピンを非接触とする加工をした上で、MPUをMMU内蔵のMC68030・MC68040・MC68060（アクセラレータ基板併用を含む）に交換する必要があったが、アマチュア有志によりNetBSDが移植された。

## 発売機種一覧
| 発売年     | 機種名              | 型式    | HDD容量 | 定価（円） | カラー  | ボディー | メモリー容量 | 特徴 |
| ---------- | ------------------- | ------- | ------- | ---------- | ------- | -------- | ------------ | --- |
| 1987年3月  | X68000              | CZ-600C | -       | 369,000    | E       | タワー   | 1MB          | CPUに日立HD68HC000 10MHz搭載、SASI搭載。 コナミ『グラディウス』バンドル。 1987年度グッドデザイン賞受賞。                        |
| 1987年11月 | X68000              | CZ-600C | -       | 369,000    | B       | タワー   | 1MB          | ボディーカラー「ブラック」追加。                                                                                                |
| 1988年3月  | X68000 ACE          | CZ-601C | -       | 319,800    | -GY/-BK | タワー   | 1MB          | 後部I/O配置変更。前面スイッチによるFDD強制イジェクト機能追加。 HD搭載モデル追加。                                               |
| 1988年3月  | X68000 ACE-HD       | CZ-611C | 20MB    | 399,800    | -GY/-BK | タワー   | 1MB          | 後部I/O配置変更。前面スイッチによるFDD強制イジェクト機能追加。 HD搭載モデル追加。                                               |
| 1989年3月  | X68000 EXPERT       | CZ-602C | -       | 356,000    | -GY/-BK | タワー   | 2MB          | メモリー2MB標準搭載初モデル。                                                                                                   |
| 1989年3月  | X68000 EXPERT-HD    | CZ-612C | 40MB    | 466,000    | -GY/-BK | タワー   | 2MB          | メモリー2MB標準搭載初モデル。                                                                                                   |
| 1989年3月  | X68000 PRO          | CZ-652C | -       | 298,000    | -GY/-BK | 横置き   | 1MB          | 横置きボディ初モデル、拡張I/Oスロット4基 PRO専用キーボード・マウス CZ-662Cのセットは1989年度グッドデザイン賞を受賞。            |
| 1989年3月  | X68000 PRO-HD       | CZ-662C | 40MB    | 408,000    | -GY/-BK | 横置き   | 1MB          | 横置きボディ初モデル、拡張I/Oスロット4基 PRO専用キーボード・マウス CZ-662Cのセットは1989年度グッドデザイン賞を受賞。            |
| 1990年3月  | X68000 EXPERT II    | CZ-603C | -       | 338,000    | -GY/-BK | タワー   | 2MB          | X68000ゴールドエンブレム採用。 BIOSの改良。SX-WINDOW添付。 CZ-613Cのセットは1990年度グッドデザイン賞受賞。                      |
| 1990年3月  | X68000 EXPERT II-HD | CZ-613C | 40MB    | 448,000    | -GY/-BK | タワー   | 2MB          | X68000ゴールドエンブレム採用。 BIOSの改良。SX-WINDOW添付。 CZ-613Cのセットは1990年度グッドデザイン賞受賞。                      |
| 1990年4月  | X68000 PRO II       | CZ-653C | -       | 285,000    | -GY/-BK | 横置き   | 1MB          | X68000ゴールドエンブレム採用。 BIOSの改良。SX-WINDOW添付。 CZ-613Cのセットは1990年度グッドデザイン賞受賞。                      |
| 1990年4月  | X68000 PRO II-HD    | CZ-663C | 40MB    | 395,000    | -GY/-BK | 横置き   | 1MB          | X68000ゴールドエンブレム採用。 BIOSの改良。SX-WINDOW添付。 CZ-613Cのセットは1990年度グッドデザイン賞受賞。                      |
| 1990年6月  | X68000 SUPER-HD     | CZ-623C | 81MB    | 498,000    | -TN     | タワー   | 2MB          | SCSIインターフェイスを標準装備。 カラーバリエーションは「チタンブラック」のみ。 CZ-623Cのセットは1990年度グッドデザイン賞受賞。 |
| 1991年1月  | X68000 SUPER        | CZ-604C | -       | 348,000    | -TN     | タワー   | 2MB          | SCSIインターフェイスを標準装備。 カラーバリエーションは「チタンブラック」のみ。 CZ-623Cのセットは1990年度グッドデザイン賞受賞。 |
| 1991年5月  | X68000 XVI          | CZ-634C | -       | 368,000    | -TN     | タワー   | 2MB          | 16MHzモードの追加。 ボディ形状の変更。 CZ-644C-TNは1991年度グッドデザイン賞受賞。                                               |
| 1991年5月  | X68000 XVI-HD       | CZ-644C | 81MB    | 518,000    | -TN     | タワー   | 2MB          | 16MHzモードの追加。 ボディ形状の変更。 CZ-644C-TNは1991年度グッドデザイン賞受賞。                                               |
| 1992年2月  | X68000 Compact      | CZ-674C | -       | 298,000    | -H      | タワー   | 2MB          | 3.5インチFDD搭載、コンパクトボディ、別名Compact XVI。 CZ-674CHは1992年度グッドデザイン賞受賞。                                  |
| 1993年3月  | X68030              | CZ-500C | -       | 398,000    | -B      | タワー   | 4MB          | モトローラMC68EC030の25MHz。メモリ4MBを標準装備。 X68030レッドエンブレム、ボディ形状変更                                        |
| 1993年3月  | X68030-HD           | CZ-510C | 80MB    | 488,000    | -B      | タワー   | 4MB          | モトローラMC68EC030の25MHz。メモリ4MBを標準装備。 X68030レッドエンブレム、ボディ形状変更                                        |
| 1993年5月  | X68030 Compact      | CZ-300C | -       | 388,000    | -B      | タワー   | 4MB          | 2HD/2DD両対応3.5インチFDD搭載 コンパクトボディ                                                                                  |
| 1993年5月  | X68030 Compact-HD   | CZ-310C | 80MB    | 478,000    | -B      | タワー   | 4MB          | 2HD/2DD両対応3.5インチFDD搭載 コンパクトボディ                                                                                  |

| 発売年     | 機種名                        | 型式      | HDD容量 | 定価（円） | カラー         | ボディー | メモリー容量 | 特徴 |
| ---------- | ----------------------------- | --------- | ------- | ---------- | -------------- | -------- | ------------ | --- |
| 1992年5月  | X68000 XVI Compact-HD         | CZ-310    | 80MB    | 466,000    | グレー         | タワー   | 2MB          | Compact XVIに2.5インチ80MB HDD内蔵 (株)計測技研発売                                                           |
| 1993年6月  | X68000 Compact XVI RED ZONE   | CZ-674C改 | -       | 160,000    | グレー         | タワー   | 2MB          | Compact XVIのクロックを24MHzに改造したもの (株)満開製作所発売                                                 |
| 1993年6月  | X68000 Compact XVI RED ZOMBIE |           | -       |            | グレー         | タワー   | 2MB          | クロックアップ耐性がなく24MHz駆動に耐えられなかった個体などを元の16MHzに戻して廉売したもの (株)満開製作所発売 |
| 1994年9月  | X68030 D'ash                  |           | -       | 368,000    | チタンブラック | タワー   | 4MB          | X68030のクロックを33MHzに改造したもの、50台限定 (株)満開製作所発売                                            |
| 1994年11月 | X68030 HG/500                 |           | 500MB   | 368,000    | チタンブラック | タワー   | 8MB          | X68030に500MB HDDと、8MBメモリーを搭載したもの 九十九電機(株)発売                                             |
| 1995年4月  | X68030 HG/324                 |           | 324MB   | 328,000    | チタンブラック | タワー   | 8MB          | X68030に324MB HDDと、8MBメモリーを搭載したもの 九十九電機(株)発売                                             |

1. ↑  E, -GY：オフィスグレー、B,-BK：ブラック、-H：グレー、-TN,-B：チタンブラック
2. ↑  PROシリーズにはパイオニアのOEMも存在している（本体のSHARPロゴがPIONEERになっている）。主に伝言ダイヤルなどの制御用として使用されていた。

## 周辺機器

### シャープ純正

#### 内蔵用オプション
- 増設RAMボード
  - CZ-6BE1 - CZ-600C用 (1MB)
  - CZ-6BE1A / CZ-6BE1B / CZ-6BE1B(A) - CZ-601C / 611C / 652C / 653C / 662C / 663C用 (1MB)
  - CZ-6BE2 / CZ-6BE4 / CZ-6BE4C - 拡張スロット用 (2MB / 4MB / 4MB)
  - CZ-6BE2A - CZ-634C/644C用 (2MB)
  - CZ-6BE2D - CZ-674C用 (2MB)
  - CZ-5BE4 - CZ-300C / 310C / 500C / 510C用 (4MB)
- 増設RAMモジュール
  - CZ-6BE2B - CZ-6BE2A / CZ-BE2D用 (2MB)
  - CZ-5ME4 - CZ-5BE4用 (4MB)
- 数値演算プロセッサボード (CZ-6BP1)
- 数値演算プロセッサ (CZ-6BP2) - CZ-634C / 644C / CZ-674(CZ-6BE2D)用
- 数値演算プロセッサ (CZ-5MP1) - CZ-300C / 310C / 500C / 510C用
- FAXボード (CZ-6BC1)
- GPIBボード (CZ-6BG1)
- LANボード (CZ-6BL1 / CZ-6BL2) - BL1:10Base5 / BL2:10Base-2 / 5
- MIDIボード (CZ-6BM1 / CZ-6BM1A) - BM1A:VCCI基準適合
- SCSIボード (CZ-6BS1)
- 増設用RS-232Cボード (CZ-6BF1) - 2チャンネル
- ビデオボード (CZ-6BV1)
- ユニバーサルI/Oボード (CZ-6BU1)
- 増設用ハードディスクドライブ

#### 外部機器
- Compact用増設5インチFDD (CZ-6FD5)
- ハードディスクユニット
- 光磁気ディスクユニット (CZ-6MO1) - 5.25インチMOドライブ
- 拡張I/Oボックス (CZ-6EB1) - 4スロット 無印:グレー / -BK:ブラック PRO / PRO II非対応
- モデムユニット (CZ-8TM2)
- カラーイメージジェット (CZ-6VT1)
- カラーイメージスキャナー (CZ-8NS1 / JX-220X)
- カラーイメージユニット (CZ-6VT1 (-GY / -BK))
- カラービデオプリンター (CZ-6PV1)
- 48ドット熱転写カラー漢字プリンター
- ドットマトリクス漢字プリンター
- ドットマトリクスカラー漢字プリンター
- 液晶ディスプレイ（XVI以降専用、解像度はVGA相当のみ）

#### アクセサリー
- RGBケーブル (CZ-6CR1) - CZ-300C / 310C / 674C用
- RS-232Cケーブル (CZ-8LM1 / CZ-8LM2) - LM1:平 / LM2:クロス
- SCSI接続ケーブル (CZ-6CS1) - CZ-300C / 310C / 500C / 510C / 674C用
- テレビコントロールケーブル (CZ-6CT1) - CZ-300C / 310C / 674C用
- インテリジェントコントローラー（サイバースティック） (CZ-8NJ2)
- ジョイカード (CZ-8NJ1)
- トラックボール (CZ-8NT1)
- マウス (CZ-8NM1 / CZ-8NM2 / CZ-8NM2A)
- マウス・トラックボール (CZ-8NM3)
- アンプ内蔵スピーカーシステム (AN-160SP)

### 他メーカーから
- V30 CPU Board
- V70 CPU Board
- Polyphone サブCPU搭載MIDIボード
- ARCNET Board
- MIDI Board
- EtherNet Board
- H.A.R.P（X68000用倍速CPUアクセラレーター ジャスト）

ソケットとなっている機種ではCPUと交換することによってCPUを倍速で動作させるボード。ただし、CPUのクロックの向上のみであるため、キャッシュがないMC68000では実際の速度としての高速化は、1.06～1.13倍程度。高速なメモリボードも予定はされていたが発売されることはなく、最終的には前述のようなパフォーマンスに終わっている。
- Xellent30シリーズ（X68000用68030アクセラレーター 東京システムリサーチ）

Xellent30がXVI用、Xellent30sがACE、EXPERT/II、SUPER用、Xellent30sがPro/II用。
MC68EC030と、MC68882並びに、256KBのローカルRAM用SRAMを搭載。MC68EC030は本体から供給されるクロックの倍、FPUは基板上のオシレータを基準に33MHzで動作する。本体SRAMに常駐プログラムをインストールすることで起動時にCPUの選択を可能にする。CPUキャッシュがあることから、有効にした場合のパフォーマンスは前述の倍速ボードより高く、ローカルRAM上で実行することにより、更に高速に動作する。16MHz機では約33MHzでの動作となり、ローカルRAMで実行されるプログラムやキャッシュにヒットしたコードの実行速度はX68030を上回るが、バス調停などを伴うため画面表示などを行う実際のシステム全体としての速度はX68030を下回る。10MHz機では20MHz動作となるため、CPUのクロックの時点でX68030を下回っている。本体側の物理的なスペースなどの問題から、10MHz機であっても、製品によって対象機種が異なる。68030モードでの互換性はX68030とほぼ同様であるが、68000モードがあるため、システム全体の互換性という点ではメリットも存在した。
- 060turbo（X68030用68060アクセラレーター 満開製作所）
- XpanderIV

X68000 EXPERT、SUPER、XVI対応の拡張スロット。本体の拡張スロットと左のパネルを取り外し、製品の拡張スロットとパネルを設置する形でスロットを2基増設する。縦置きの機種全てに対応するが、カラーバリエーションは黒のみ。電源は本体のサブコンセントから取り、本製品にも、サブコンセントが設置されている。各種メモリ、インターフェイスも互換品が計測技研、I-O DATA機器などから販売されていた。

### パワーユーザーによる各種拡張カード
パワーユーザー（ヘビーユーザー）による拡張ボード開発の歴史は古く、極初期にはMacintosh互換ボードが一部のユーザーの間で開発された。これはSCSI拡張ポートやAppleTalk (RS422) ポートなどを含んだ本格的な物で、Macintosh用の多くのソフトウェアが動作したが、ROMを実機からコピーして流用するなど著作権上の問題があり、本格的に発売、流通されることはなかった。その後、『Oh!X』が休刊した1995年頃から、ユーザーが拡張ハードを自主製作することが本格的に行なわれるようになった。
Mercury Unitの作者が、『美少女戦士セーラームーン』の登場人物であるセーラーマーキュリー役声優の久川綾の声を高音質で録音・再生することを目的としてMercury Unit（まーきゅりーゆにっと）と命名したことに由来し、慣習的に、各セーラー戦士の守護星とされる太陽系の惑星の名称が付けられることが多くみられた。
- Mercury Unit (PCM)
- Neptune-X（ISA用EtherNetカード接続アダプター）
- Nereid（LAN+USB+Memory統合拡張ボード X-PowerStation製作）
- Jupiter-X（X68000用68040 / 68060アクセラレーター）
- Venus-X（X68030用68030アクセラレーター+セカンドキャッシュメモリー）
- 040turbo（X68030用68040アクセラレーター）
- ビデオキャプチャーユニット
- キーボード変換機

などが実際に作られ、040turboが計測技研から、一部変更が加えられたMercury Unit（Version4）が「まーきゅりーゆにっと」として満開製作所から、製品として販売されている。
本体を作ろうとする試みもあったが結局、完成には至っていない。

## ソフトウェア

### シャープ純正
発売元がシャープ、開発は別のソフトハウスというものも多い。

#### サウンドツール
- Sampling PRO-68K
- SOUND PRO-68K
- MUSIC PRO-68K
- MUSIC PRO-68K〔MIDI〕
- Musicstudio PRO-68K
- SOUND SX-68K
- MUSIC SX-68K

#### グラフィックツール
- NEW Print Shop PRO-68K
- CANVAS PRO-68K
- Easydraw SX-68K
- Easypaint SX-68K

#### OS
- Human68k
- SX-Window
- OS-9/X68000 - 開発はマイクロウェアシステムズ

#### 開発環境
- X-BASIC - Human68k標準付属のC言語ライクなBASIC
- C Compiler PRO-68K - XC + ライブラリ
- THE福袋
- XBAStoC CHECKER PRO68K - X-BASICのコードをC言語に変換したときに起こりえる問題点を指摘
- AI-68K（Staff LISP / OPS PRO-68K）
- SX-WINDOW開発キット Workroom SX-68K

#### ビジネスツール
- Teleportion PRO-68K
- Multiword PRO-68K
- Hyperword PRO-68K
- CYBERNOTE PRO-68K
- Stationary PRO-68K
- BUSINESS PRO-68K
- BUSINESS PRO-68K Popular
- CARD PRO-68K
- DATA PRO-68K
- TOP給与計算エキスパート
- TOP財務会計
- PressConductor PRO-68K
- CHART PRO-68K
- EGWord SX-68K
- フォント&ロゴ デザインツール 書家万流 SX-68K
- XDTP SX-68K
- Datacalc SX-68K

#### 通信ツール
- Communication PRO-68K
- Communication SX-68K

#### ゲーム

##### アーケード移植
SHARP販売 / SPS開発のもの。以下、発売順。
- ツインビー（コナミ（後のコナミデジタルエンタテインメント）） - CZ-217AS / CZ-217ASC
- アルカノイドリベンジオブDOH（タイトー（後のスクウェア・エニックスホールディングス）） - CZ-222AS / CZ-222ASC
- 熱血高校ドッジボール部（テクノスジャパン） - CZ-232AS / CZ-232ASC
- 沙羅曼蛇（コナミ） - CZ-218AS / CZ-218ASC
- フルスロットル（タイトー） - CZ-231AS / CZ-231ASC
- パックマニア（隠しゲームでパックマンがプレイできる。）（ナムコ（後のバンダイナムコゲームス）） - CZ-233AS / CZ-233ASC
- ニュージーランドストーリー（タイトー） - CZ-230AS / CZ-230ASC
- V'BALL（テクノスジャパン） - CZ-246AS / CZ-246ASC
- スーパーハングオン（セガ） - CZ-238AS / CZ-238ASC
- サンダーブレード（セガ） - CZ-239AS / CZ-239ASC
- ダウンタウン熱血物語（テクノスジャパン） - CZ-254AS / CZ-254ASC
- サイバリオン（タイトー） - CZ-229AS / CZ-229ASC
- 熱血高校ドッジボール部サッカー編（テクノスジャパン） - CZ-262AS / CZ-262ASC
- 中華大仙（タイトー） - CZ-268AS / CZ-268ASC
- ダッシュ野郎（東亜プラン） - CZ-269AS / CZ-269ASC
- ボナンザブラザーズ（セガ） - CZ-270AS / CZ-270ASC

### 他メーカーから

#### OS・開発環境
- OS-9/X68030
- Microware Ultra-C Compiler for OS-9/X680x0
- X-Window&Motif for OS-9/X68030

#### グラフィックツール
- Z's Staff Pro 68k
- Terrazzo Sprite Pro 68k
- Matier

#### 3DCGソフトウェア
- サイクロン (PSYCLONE) Express
- C-TRACE 68
- DoGA CGA System
- 3Dアトリエ
- XL/Image
- Z's Triphony DIGITAL CRAFT

#### ゲームメーカー
X68000 / X68030向けのゲームソフトを精力的に開発し提供してきたゲームソフトメーカーを列記する。
- SPS
- 電波新聞社（マイコンソフト） - 末期には「ビデオゲームアンソロジー」シリーズを展開した。
- コナミ（後のコナミデジタルエンタテインメント）
- カプコン
- アイレム (後のアイレムソフトウェアエンジニアリング)
- カネコ
- BPS
- ズーム
- エグザクト
- リバーヒルソフト
- システムソフト (後のシステムソフト・アルファー)
- ウルフ・チーム
- システムサコム
- ビング
- M.N.Mソフトウェア
- 魔法
- エレクトロニック・アーツ・ビクター
- ボーステック
- 満開製作所 - ゲームだけでなくX68000関連商品全般を開発し販売していた。
- アルシスソフトウェア

#### ビデオゲームアンソロジー
電波新聞社販売 / マイコンソフト開発 全13組18作
- vol.1 テラクレスタ / ムーンクレスタ（日本物産） 1992年11月20日発売
- vol.2 チェルノブ（メガドライブ用コントロールパッド変換アダプター付属）（データイースト） 1993年1月29日発売
- vol.3 スターフォース（テーカン（後のコーエーテクモゲームス）） 1993年3月26日発売
- vol.4 リブルラブル（専用十字パッド付属）（ナムコ） 1993年6月25日発売
- vol.5 クレイジー・クライマー / クレイジー・クライマー2（日本物産） 1993年8月27日発売
- vol.6 ぶたさん（ジャレコ） 1993年10月30日発売
- vol.7 ドラゴンバスター（ナムコ） 1993年12月10日発売
- vol.8 エキサイティングアワー / 出世大相撲（テクノスジャパン） 1994年2月25日発売
- vol.9 アルゴスの戦士（テクモ） 1994年4月28日発売
- vol.10 Mr. Do! / Mr. Do! v.s UNICORNS（ユニバーサル販売） 1994年7月2日発売
- vol.11 パックランド（専用3ボタンジョイパッド付属）（ナムコ） 1994年12月9日発売
- vol.12 ディグダグ / ディグダグII（ナムコ） 1995年3月10日発売
- vol.13 バラデューク（ナムコ） 1995年5月26日発売

### フリーソフトウェア
国内では全くパソコンに採用されなかった68000系列のパソコンであるが故の宿命から、オフィススイート等の実用ソフトを初めとしてパッケージソフトウェアに恵まれず、かつ圧倒的なPC-9801のシェアに押されていたことが、逆に独自の豊かなフリーウェア文化が花開く土壌を形成し、ユーザー有志の手により様々なソフトウェアが作られ、パソコン通信や書籍などを通じて配布された。市場占有率から勘案されるユーザーの絶対数に比して、その数と充実ぶりには目を見張るものがあり、日本のパソコン文化とは異なるヨーロッパのパソコン文化を思わせる流儀と実績を残した。特に主な標準ソフトウェアには、機能を強化した、リバースエンジニアリングによるパッチまたは互換プログラムが存在した。またGNUプロジェクトのツール環境の多くもHuman68k環境に移植された。パソコン市場で主流だったMS-DOS環境から孤立していたX68000の世界では、プロプライエタリなソフトウェアの供給を期待することがほぼ不可能といった事情などを受け、ユーザーの間、および専門誌『Oh!X』誌上では、しばしば「無ければ作る」（欲しいソフトが存在しないならば自分たちの手で作る、の意）という合言葉が使われた。

#### GNU C Compiler
SHARPから発売されたXCコンパイラはC言語の標準であるK&Rに非準拠であり、数々の制限があった。一方、有志の手により1988年初頭にはGNU C Compiler（以下GCC）が移植され、X68000への最適化も行われた。その後、GNU C++ (g++) も移植されるとともにライブラリも整備され、これらの開発環境の整備により多くのフリーソフトウェアを生み出した。これらは当時のパーソナルコンピュータとしては比較的大規模なソフトウェアであり、MS-DOS環境と比較して、X68000の持つリニアで巨大なメモリー空間を生かしたソフトウェア（移植）であると言える。
- Nemacs、microEmacs - エディタ
- GDB - GNU Debugger - デバッガ
- GNU make - make
- bash - シェル
- HLK - High speed linker - リンカ
- HAS - High speed assembler - アセンブラ
- TeXツール等

#### Z-MUSIC
音楽ドライバー・サウンドドライバー。Z-MUSICはVersion1系の後継であるVersion2系と、機能強化を図ったVersion3系の2系統があるが、Version2系の方が広く使われた。後述のMXDRVに比べると後発にあたり、処理速度の向上、機能の追加等が図られている。MXDRVとは直接の互換性はない。
X68000の内蔵音源であるFM音源8声とADPCM1声（Version2系はPCM8.Xを使用することにより8声まで、Version3系はMPCM.X ©Wachomanを使用することにより16声まで）、MIDIボードが接続されていればMIDI楽器も同時にコントロールすることが出来る。MIDI出力はRS-MIDIアダプタ各種、POLYPHONボード等にも対応している。
一般の音楽制御ドライバーでは1台のMIDI楽器をコンピュータの外部音源という位置付けで扱っていたが、Z-MUSICではX68000をホストコンピュータに複数のMIDI楽器をコントロールすることができるように設計されている。
Z-MUSICは、ゲームに組み込んで使うことも考慮して設計されており、一部の市販ゲームや同人ゲームで実際に採用された。また、第三者によって、他ドライバーからのデータ変換、ビジュアルプレイヤーやミュージックセレクター、データ制作や開発支援、ADPCMユーティリティーなど様々なツールが作られた。
なお、Z-MUSICのZは、作者の名前である西川善司 (Nishikawa Zenji) から採ったものである。

##### Z-MUSICシステム ver.3.0の特長
- X68000本体付属のOPMDRV.Xと上位互換性あり。Z-MUSIC ver.2.0以前の演奏データはver.3.0以降とソース (ZMS) レベルで上位互換があり、そのまま演奏可能。
- FM音源、ADPCM、MIDI楽器を同時に同期演奏可能（MIDIシステムのない環境でもZ-MUSICは利用可能）。
- 複数のX68000を相互に接続しての同期演奏も可能。
- 汎用トラックを65,535本装備。最大同時演奏トラック数65,535本。RS-232C MIDIを2ポートと2枚のMIDIボードを同時に制御可能。MIDIは、64チャンネルまでを同時制御可能。最大同時演奏チャンネル数88チャンネル (FM8+ADPCM16+MIDI64)。
- 独自のADPCMドライバー「MPCM.X」©WachomanにてADPCM音源をFM音源のように柔軟に制御可能。
- ポルタメントやオートベンド、和音やビブラートなどの特殊効果を内蔵音源とMIDIの両方で使用可能。ARCC (Assignable Realtime Control Change) 機能も、1トラックあたり同時に4つまで独立に動作させることが可能。
- コンピュータ音楽ならではの音楽情緒を作り出すアゴーギク機能やエンハンスドベロシティシーケンス機能を装備。
- 2曲までテンポの異なった音楽を同時に演奏可能。
- 送信MIDIデータをリアルタイムで最適な送信方法を選択して送信するVTMS機構、送信MIDIメッセージをリアルタイムに最適化するARS機構を装備。これらにより多チャンネル演奏時でもテンポずれの最大限抑止、CPU負荷の低減を両立。
- MT-32 / U220 / M1 / SC-55 / SC-88 / GM音源などに対応した楽器個別の制御命令を装備。
- MIDI楽器側の音色や設定データ、ユーザーの演奏をStandard MIDI Fileに出力可能。
- オブジェクトレベルの演奏データ (ZMD) を出力可能（コンパイル機能）。
- Z-MUSICが持つ機能のすべてを公開。外部プログラムから利用可能。プログラム間通信機能も装備し、高度な連動動作機能を提供。
- 専用A/Dコンバータによってサンプリングされた高音質のADPCMデータライブラリを標準装備。
- 全情報公開。ライセンスフリー。

#### MXDRV
最も広く使われた音楽ドライバー。パソコン通信等で普及した。FM音源とADPCM音源を制御する事が出来る。前身にMUDRVがある。対応するのはMDXファイル（演奏データ、拡張子.mdx）とPDXファイル（ADPCMデータ、拡張子.pdx）。複数人で頻繁に改良が加えられたために数多くのバージョンが存在し、ADPCMを擬似的に多重発音出来るPCM8・PCM8Aに対応しているバージョンも有る。パソコン通信等ではコピー曲やオリジナル曲などのMDXファイルが数多く流通した。MMDSP、MDXSのように演奏をビジュアル表示する再生ソフトも数多く作られた。MXDRVは後にPC-9800シリーズとFM TOWNSにも移植され、音源チップの差からパート数や音色などが不完全ながらもMDX再生が出来た。Microsoft WindowsでもFM音源YM2151をエミュレートするDLLドライバーと組み合わせてMDXファイルを演奏する事が出来るアプリケーションが幾つか存在する。

#### MNDRV
本体のみでは、FM8音/ADPCM16音を制御する事が出来るFM音源ドライバー。MIDI制御にこそ対応していないものの、満開製作所製MK-MU1Oがあれば搭載されているYMF288を同時に利用でき、FM20音、PSG6音、チップ内蔵リズム音源2セット、ソフトウェア合成によるADPCM16音の最大54音を同時に制御することが可能。更に、YMF288の効果音モードでオペレータごとの制御を可能にしているため、サイン波として扱った場合、FM音源のパートを最大26音制御することが可能になっている。

#### PCM8.X
ADPCMについては、江藤啓作のリアルタイムADPCM多重再生ドライバーPCM8.X (PCM8A.X, PCM8SB.X) を使用することにより、ソフトウェアレベルでPCMを合成し、見かけ上最大8チャンネルでの再生が可能である。別人によりPCM16.Xが試作された。

#### その他のもの・初期のもの
X68000登場当初、そのグラフィック性能を生かしてパソコン通信経由であらかじめ決められた構文に従って相手側のパソコンに簡易なグラフィックとテキストを表示させつつ音楽を演奏させるソフトウェアが作成され、「あきら」と命名された。
X68000では65,536色の表現が可能なことから、イラストレーションなどの表現で従来のベクターグラフィックからZ's Staff Pro 68k等のグラフィックツールによって作成されたラスター形式のグラフィックが主流になっていった。その中で一番の問題はその画像を保管するにあたり外部記憶装置の容量が絶対的に不足していたことであり、それを解決するべくPIC形式の画像圧縮フォーマットが考案された。これはX68000シリーズで画像を保管する際のスタンダードなフォーマットとなった。

## 電脳倶楽部
電脳倶楽部は、満開製作所が発行していたX68000用ディスクマガジン。内容は読者投稿が大半を占めていた。『月刊電脳倶楽部』は1988年5月に創刊され、12年間に亘って発行された。初代編集長は三上之彦（祝一平）だった。Vol.140から媒体がCD-ROMに変更された。同社がX68000関連事業から撤退した2000年8月発行のVol.148で廃刊。
その間に別冊も数多く発行され、『電脳倶楽部別冊』が壱號から拾六号まで、CD-ROMによる『すてきな電脳倶楽部』（すて電）、『すごい電脳倶楽部』（すご電）、『激光電脳倶楽部』がVol.1からVol.7まで発行。
フロッピーディスクで発行されたVol.1からVol.139までは、『月刊電脳倶楽部パーフェクトコレクションVol.1～50』『月刊電脳倶楽部パーフェクトコレクションVol.51～100』および『月刊電脳倶楽部パーフェクトコレクション1997年度版』(Vol.101 - 115)、『月刊電脳倶楽部パーフェクトコレクション1998年度版 / 1999年度版』(Vol.116 - 139) としてCD-ROMにまとめられた。別冊も『電脳倶楽部別冊・完全保存版』としてCD-ROM化されている。

## DoGAとの関係
DoGAは、大阪大学コンピュータクラブや京大マイコンクラブの有志が集まり、共同研究プロジェクト「PROJECT TEAM DoGA」として1985年に設立された。
さらに1993年には、子会社として株式会社ドーガを設立し、法人としてDoGAの活動をサポートしている。
DoGAは、シャープと提携し、X68000上で動くCG制作ソフト「DoGA CGAシステム」を開発。この活動にアスキー社（後のKADOKAWA/アスキー・メディアワークス）が関心を示し、『月刊ASCII』に開発状況を連載した。その後、ソフトバンク（後のSBクリエイティブ）の『Oh!X』に連載が引き継がれた。
当時パソコン上でCGアニメを動画として見ることができるのは画期的な事であり、「DoGA CGAシステム」は、国産ソフトとしては日本初の試みだった。

## シリーズの終焉
X68000と異なる内部構成を持つ 32bit後継機のプロトタイプも検討された。密かに各方面の有力関係者に予定しているスペックを提案した上で、商業的に成功するかどうかヒヤリングが行われた。内容的にはビデオ編集を自在に行えるパフォーマンスを備えた、当時としてはきわめて高スペックな仕様であったという。しかしながら予定価格が X68030の倍近くになると予測されていた。ちょうど時代はPC/AT互換機が DOS/Vを伴って日本で普及し始め、Microsoft Windowsも軌道に乗り始めていた時期である。結果、商業的には絶望的であるとの判断が下された模様である。加えて、シャープでもパソコン事業の2事業部制を改め、一事業部に統一して PC/AT互換機に社内リソースを集中させる方針を決定した。これにより、「真の意味での」 32bit後継機は日の目を見ることは無く、Xシリーズは必然的にその歴史にピリオドを打つことになった。
X68030はX1から続いたXシリーズの最終機となった。Xシリーズ販売終了後、シャープはパソコン事業をPC/AT互換機であるMebiusブランドに集約した。このMebiusブランドを展開している部署は、Xシリーズを展開していた部署とはまったく異なる。Xシリーズを展開したテレビ事業部は、後年の組織変更により別の事業部（AVシステム事業本部）となった。
『Oh!X』誌も、Windows 95の発売の年でもあった1995年末の12月号をもって休刊。1998年にムック形態で復刊したが、2001年春号以降、続刊は出ていない。またシリーズ発売終了後も周辺機器などを発売していた満開製作所は、創業者三上之彦が1999年4月2日に死去した後、2000年に事業撤退を表明して翌2001年には消滅した。
Xシリーズ販売終了後、Webに代表される新しいパソコンの使い方が広まるにつれ、世界的なパソコンアーキテクチャーの統一が進行し、ユーザーは徐々にMacintoshやMicrosoft Windowsなどへと移行して行った。しばらくは非公式にユーザー同士で拡張ハードを自主製作するなどの勢いは引き継がれたものの、時間と共にそれは衰退していった。その後のパソコンの性能向上によってEX68をはじめとするエミュレータも作成され、それは単行本としても発売された。その後も秋葉原などでユーザー主催のイベントが何回か開かれた。
2000年、OS、開発環境、BIOSなどがNIFTY-SERVEシャーププロダクツユーザーズフォーラムスタッフの尽力により、シャープ側の厚意もあって無償公開された。またZOOMなど一部のメーカーも自社製のアプリケーションソフトを無償で公開していたことがある。
X68000はゲームプログラミング入門に適した特性を持つため、2000年以降もしばらくはゲーム制作者もしくはコンピュータに関する専門学校で、職業訓練にX68000を採用したところも存在した。
Xシリーズは日本国内のみで販売された独自のアーキテクチャを持ったPCであるが、IOCSとDOS、エミュレーションソフトウェアがフリー形態で公開され、ネットワークによって世界に広まったため、日本国外でもXシリーズの認知度は比較的高い模様である。

## 現在におけるX68000
市場での流通終了から30年以上経過しているので、発売当初の状態で完全に動作する個体はほとんど存在しない。その原因として一番多いものは、電源ユニットの故障である。電源ユニットの大きさを小さくするため、採用された電解コンデンサの電解液に四級塩が使用されていた。これが経年劣化に弱く、リード線引き出し部分の密封用ゴムを侵して電解液の液漏れを起こし、結果的に回路ショートを起こす。
なお、メーカー公式の修理受付は既に終了している。ただし非公式で修理請負を営んでいる個人も実在するので、まったく修理不可能という訳ではない。電源ユニットそのものを取り外し、ACアダプタを使えるように改造した例も存在する。現在でも動作の可否を無視すれば、本体はネットオークションなどを通じて入手することができる。
また、その独特の筐体がもつフォルムもあって、好事家の中にはX68000の筐体を利用して内部にPC/AT互換機用パーツを組み込んだユーザーも多数実在する。中には5.25インチFDDの位置にスロットインタイプの光学（CD・DVD等）ドライブを取り付け、X68000特有の機能だったオートイジェクト機能をそのまま再現するなどの工夫が施されているものもある。2013年には、X68000の筐体をPCケースとして復刻するプロジェクトが発足、2015年1月に試作品が公開、5月には一般公開された。
2016年12月にはRaspberry Pi2/3用の中密度繊維板製のケースが発売された。2018年には後継製品として、素材が樹脂となりシャープの正式ライセンス品を受け樹脂パーツの他、機種やロゴなどがデカールで添付されたケースが先ずはX68000XVIモデルの(MONAC-002)が2月、X68000/ACE/ACE-HD/EXPERT/EXPERT-HDモデルの黒、グレーモデルが7月に発売されている。
これらコンピュータ製品以外にも、ちびちび-Xとして、X68030のフィギュアの付いたキーホルダーが自主制作品として販売されて居た事もあるほか、2019年にはショルダーバッグ製品が発表されている。
エミュレータとして、Microsoft Windows上ではEX68、けろぴー、WinX68k高速版、XM6、Macintosh上ではX68EMなどがフリーソフトとして公開されている。

### 復刻版「X68000Z」
実機の5分の2サイズで復刻された「X68000Z」がクラウドファンディング（CF）で販売され、2023年3月31日から購入者に順次届けられた。2022年12月に開始されたCFは目標金額3300万円を1時間で達成し、最終的に6627人から約3億5000万円が集まった。
2022年6月8日に、メガドライブミニなどを開発している瑞起から「X68000ミニ」が発表され、2022年9月15日から18日まで開催されていた東京ゲームショウ2022にて「X68000 Z LIMITED EDITION」名称改め、モックアップを展示された。CZ-600のデザインのミニサイズである。
当時のユーザーであった、瑞起の40歳代後半の技術者らが、前述した「無いものは作る」文化を形成したパソコンであり、「夢の続きを描きたい」と「ロクハチ」復活を訴えて事業化が決まり、シャープから許諾は得られたものの資料は現存していないとの回答を受けた。インターネットオークションで実物を入手して採寸するなどして、キーボードの打ち心地も再現したが、フロッピーディスクの代わりにSDカードを差し込むなど現代に合わせて一部は仕様変更されている。

## 関連書籍
- X68000テクニカルデータブック 1987年 アスキー出版局テクライト編 監修シャープ株式会社テレビ事業部 ISBN 4-87148-426-2
- 月刊Oh!X（ソフトバンク、1987年12月号 - 1995年12月号）
- 図解16ビットマイクロコンピュータMC68000の使い方（オーム社、小島進）
- 作りながら学ぶMC68000（CQ出版社、トランジスタ技術編集部）
- 68000ソフト&ハードのすべて（CQ出版社、トランジスタ技術編集部）
- VMEシステム完全マスタ（CQ出版社、インターフェース編集部）
- 68000 PROGRAMMER'S HAND BOOK（技術評論社、宍倉幸則）
- 68000 マシン語プログラミング（工学社、村山二郎）
- X68000マシン語プログラミング 入門編（ソフトバンク、村田敏行）
- X68000マシン語プログラミング グラフィックス編（ソフトバンク、村田敏行）
- SX-WINDOWプログラミング（ソフトバンク、吉沢正敏）
- X68000 Cプログラミング（ソフトバンク、中森章）
- X68000 ゲーム・プログラミング（技術評論社、京大マイコンクラブ）
- GCCによるX680x0ゲームプログラミング（ソフトバンク、吉村智興）
- X68000ベストプログラミング入門（技術評論社、千葉憲昭）
- X68000パワーアッププログラミング（アスキー、島田広道・丸川一志・石橋尚史）
- プログラマーのためのX68000環境ハンドブック（工学社、吉沢正敏・市原昌文）
- X68000 X-BASIC入門（BNN、荻野浩一郎・デブッタボーイズA・デブッタボーイズB）
- SX-WINDOW ver.3.1開発キット（ソフトバンク、吉沢正敏・牛島健雄・西田文彦・小浜純）
- X68000データブック（小学館、ポプコム編集部）
- Inside X68000（ソフトバンク、桒野雅彦）
- Outside X68000（ソフトバンク、桒野雅彦）
- X68030 Inside/Out（ソフトバンク、桒野雅彦） ISBN 4-89052-499-1
- X68040turbo（ソフトバンク、BEEPs）
- X680x0 Develop. & libc II（ソフトバンク、吉野智興・中村祐一・石丸敏弘・今野幸義・村上敬一郎・大西恵司）
- X680x0 Develop. Manual Books（ソフトバンク、吉野智興・中村祐一・石丸敏弘・今野幸義）
- X680x0 libc Manual Books（ソフトバンク、村上敬一郎・大西恵司・荻野裕二）
- OS-9ユーザーノート（啓学出版、ピーター C.ディブル・西脇弘[訳]）
- パーソナルコンピュータのためのOS-9入門（オーム社、蜂谷博）
- OS-9/68000トレーニングマニュアル（JICC出版局、大内和博・熊谷博・角田多幸）
- RAINBOW OS-9ガイド（SPIRIT Publishing、デイルL.パケット・ピーター C.ディブル・西脇弘[訳]）
- OS-9/68000マルチユーザシステムガイド（SPIRIT Publishing、矢野公正）
- 初心者のためのOS-9/X68000操作ガイド（BNN、インタープログ編）
- GNUツールボックス（ソフトバンク、吉村智興・村上敬一郎）
- X680x0 TeX（ソフトバンク、吉野智興）
- NetBSD/X68k（ソフトバンク、NetBSD/X68k委員会）
- X68000 3Dグラフィックス入門（BNN、BNN第2企画部編）
- Z’s Triphony DIGITAL CRAFTによる誰でもできる3次元グラフィックス（アーマット・工学図書、玉川美土里）
- ナムコビデオゲームミュージックライブラリーVol1（電波新聞社、磯田健一郎・マイコンBASICマガジン編集部）
- パソコンFM音源音色ライブラリーVol.1（電波新聞社、原田雅司・永田英哉）
- パソコンFM音源音色ライブラリーVol.2（電波新聞社、永田英哉）
- パソコンFM音源音色ライブラリー フロッピー・バージョン（電波新聞社、マイコンBASICマガジン編集部編）
- NAGDRV for X68000（電波新聞社、マイコンソフト）
- Z-MUSICシステムver.2.0（ソフトバンク、Oh!X編集部、1993年12月） ISBN 4-8905-2460-6
- Z-MUSICシステムver.3.0（ソフトバンク、元Oh!X編集部、1997年1月） ISBN 4-7973-0184-8
- The World of X68000（電波新聞社、山下章）
- The World of X68000 II（電波新聞社、山下章）
- X68000傑作ゲーム選-ログインソフトウェアコンテスト（ソフトバンク、中森章）
- X68000フリーソフトウェア 最新・ゲーム&ユーティリティ集（日本文芸社、望月馳也）
- X68000 Free Software Book（ソフトバンク、グループ68K）
- バックアップ活用テクニック総集編（三才ブックス）
- バックアップ活用テクニック総集編2（三才ブックス）
- X68000やさしいプロテクトの外し方のすべて（日本文芸社、PEC編集部・編）
- 究極!! X68000エミュレータ（秀和システム、高木啓多）

### ムック
- X68000活用研究（電波新聞社、塚越一雄）
- X68000活用研究II X-BASICマスター編（電波新聞社、宮原哲也・深沢幸三）
- X68000活用研究III X-BASIC活用Q&A（電波新聞社、塚越一雄）
- X1/X68000ゲーム・ミュージック・プログラム大全集（電波新聞社、マイコンBASICマガジン編集部編）
- Z-MUSICシステムver.1.0（ソフトバンク、Oh!X編集部、1991年11月）
- I/O別冊X68k ディスク本1（工学社、I/O編集部・星正明）
- Oh!X 1998復刊記念号（ソフトバンク、1998年11月）
- Oh!X 1999春号（ソフトバンク、1999年5月）
- Oh!X 1999夏号（ソフトバンク、1999年9月）
- Oh!X 2000春号（ソフトバンク、2000年3月）
- Oh!X 2001春号（ソフトバンク、2001年3月）

## スペックシート
- 中央演算装置（CPU）：初代－モトローラ68000　日立クローン 10MHz (HD68HC000) － X68000 XVIなどの後期モデルは、16MHzモトローラ68000－X68030　25MHzモトローラMC68EC030
- サブCPU：沖MSM80C51
- 数値演算コプロセッサ：モトローラMC68881（XVIはスロット装着、それ以外はメモリ拡張用の追加ボードに後付け）
- システムクロック：リコーRP5C15
- フロッピーディスクコントローラ：NEC 72065
- ハードディスクコントローラ：富士通MB89352A（Super, XVI, X68030用SCSIコントローラ）
- シリアルポートコントローラ：ザイログZ85C30, RS232×1、マウス×1　2チャンネルシリアル接続
- プリンター接続、パラレル：NEC 8255 von NEC プリンター、ジョイスティック接続用
- DMAコントローラ：日立HD63450 (フロッピードライブ、ハードディスク、拡張スロット、ADPCMオーディオ用DMA)
- ROM：
  - 256KB IPL (Initial Program Loader) ROM および BIOS-ROM
  - 768KB キャラクタジェネレータROM：24×24および16×16各々7238文字の漢字フォント2種、12×24および8×16各々256文字の半角フォント2種、12×12および8×8各々256文字の半角フォント2種を搭載。漢字フォントの7238文字は、JIS第一水準 3008文字、JIS第二水準 3478文字、および非漢字752文字（ひらがな、カタカナ、ラテン文字、ギリシャ文字、キリル文字、および句読点、特殊記号、縁取り文字等）で構成。半角と全角のフォントは、日本のShift/JISコードの8ビット部分に対応。
- RAM：
  - モデルにより1、2または4MBのRAM、最大12MBまで拡張可能
  - 512 KB テキストRAM
  - 512 KB グラフィックRAM
  - 32 KB スプライトRAM
  - 16 KB スタティックメモリ（SRAM）
- 画面解像度：テキストRAMとグラフィックスRAMのどちらか、または両方を同時に「重ね合わせる」ことが可能。画面は、768×512、512×512、512×256、256×256ピクセルから選択できる。それ以外の画面解像度は、ハードウェアを制御するプログラミングを行わないと実現できない。ハードウェアスプライトが有効な場合は、対応するスプライトRAM部分が追加で重畳される。
  - テキストRAM：1024×1024ピクセル、16色で画面上では全領域中の一部しか見えない。
  - グラフィックRAM：1024×1024ピクセル（16色）、または512×512ピクセル（65536色、256色、16色）のいずれか。選択された色深度に応じて、1、2、または4つの画面をグラフィックスRAMに収容することができる。選択された画面モードによっては、グラフィックスVRAMの一部のみが表示される。
- 色数:
  - テキストRAM：65,536色のパレットから自由に選べる16色のカラーバリエーション
  - グラフィックRAM：65536色のパレットから16色または256色を自由に選択可能、または65536色すべてを同時に表示（512×512ピクセル時）
- スプライト:
  - 16×16ピクセル、16色/スプライト
  - 1画面128スプライト、1ライン16スプライト
- グラフィックスハードウェア：ハードウェアスクロール、プライオリティコントロール、スーパーインポーズ
- サウンド:
  - ADPCM：沖データMSM6258
  - FM音源：ヤマハYM2151 (YM3012 DACノイズジェネレータ)
  - 2チャンネルFMシンセサイザー、8オクターブ、8声同時出力
- モトローラ社製マルチファンクションコントローラ 68901:
  - モニター同期
  - シリアルインターフェース
  - システムクロック
  - スタンバイ動作
  - FMシンセサイザー（サウンドの項目参照）
  - IRQ割り込み
  - キーボード
- X68000シリーズ専用カスタムチップ:
  - メモリコントローラ:
    - ET（初代）
    - OHM（ACE）
    - OHM2（Expert, Expert2, Super, XVI）
    - McCoy（PROおよびPRO II）

  - システムコントローラ:
    - BUDDHA（初代）
    - MESSIAH（ACE, Expert, Expert 2, Super）
    - DOSA（XVI）
    - SCOTCH（PROおよびPRO II）

  - スプライトコントローラ:
    - Cynthia jr.（初代）
    - Cynthia（ACE, Expert, Expert 2, Super, PRO, PRO II）

  - CRTコントローラ:
    - VINAS 1+2（初代）
    - VICON（初代以降すべて）

  - ビデオコントローラ:
    - VSOP（初代）
    - VIPS（初代以降すべて）

  - ビデオデータセレクタr:
    - RESERVE（初代）
    - CATHY（初代以降すべて）

  - I/Oコントローラ:
    - SILICIAN（初代）
    - IOSC（ACE）
    - IOSC-2（ExpertおよびExpert 2）
    - PEDEC（SuperおよびXVI）
    - IOSC-2（PROおよびPRO II）
- 拡張スロット: カードスロット2基（Proモデルは4基）
- 電源：交流100V、50/60Hz
- 重量：約8kg（Proバージョンは約10kg）